# Elisabeth von Österreich

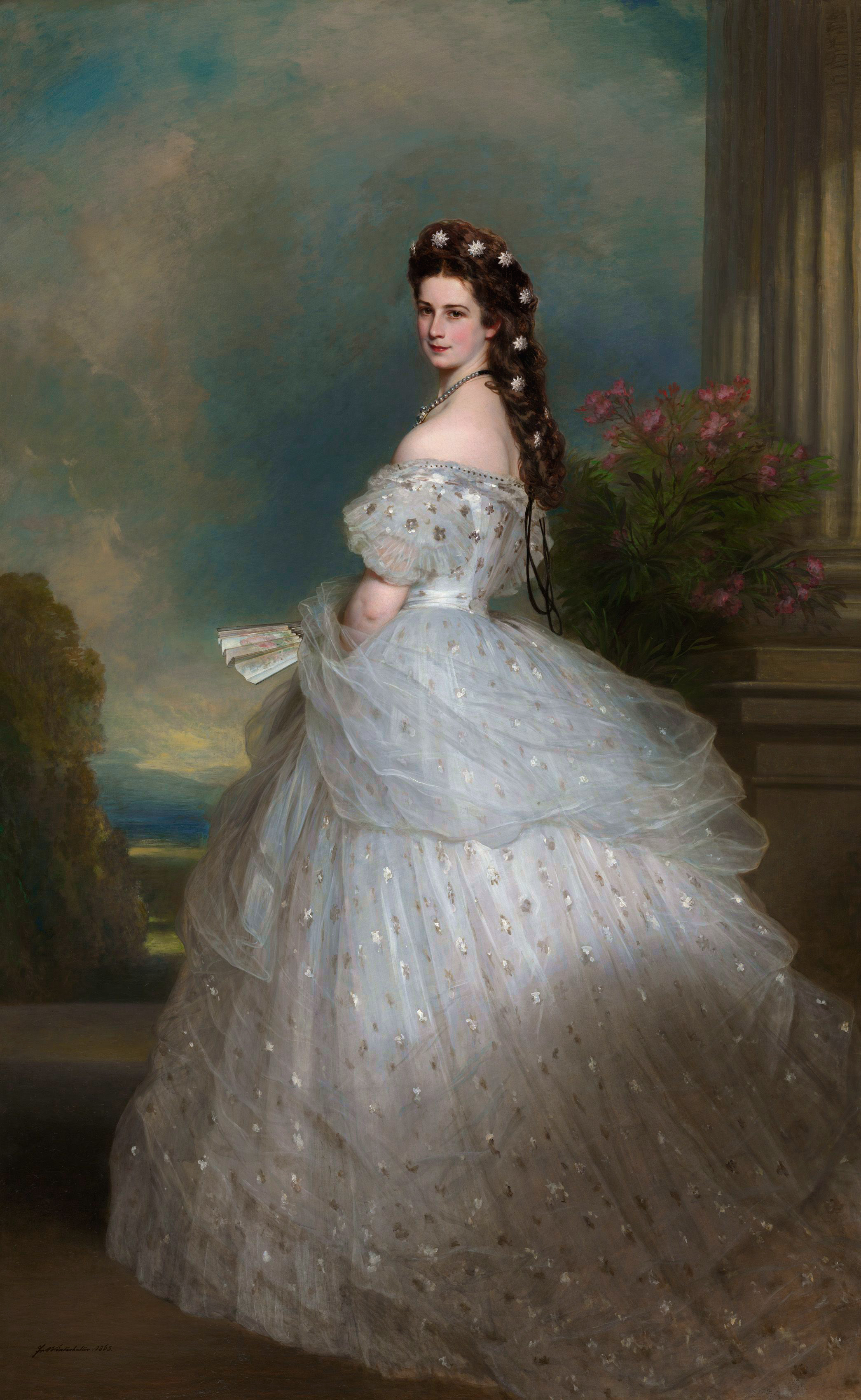
Kaiserin Elisabeth von Österreich (Porträt von Franz Xaver Winterhalter, Öl auf Leinwand, 1865; der Künstler schuf gleichzeitig ein Porträt von Kaiser Franz Joseph I.). In diesem Porträt trägt die Kaiserin in ihrem Haar die sogenannten Sisi-Sterne.

Elisabeth von Österreich (* 24. Dezember 1837 als Elisabeth Amalie Eugenie in Bayern in München, Bayern; † 10. September 1898 in Genf, Schweiz) wurde 1854 durch ihre Heirat mit ihrem Cousin Franz Joseph I. Kaiserin von Österreich und 1867 auch Königin von Ungarn. Ihre Familie nannte sie Sisi; seit den Ernst-Marischka-Filmen ist sie auch als Sissi bekannt.

## Leben

Das Wappen der Kaiserin mit Greifen als Schildhalter

### Kindheit und Jugend

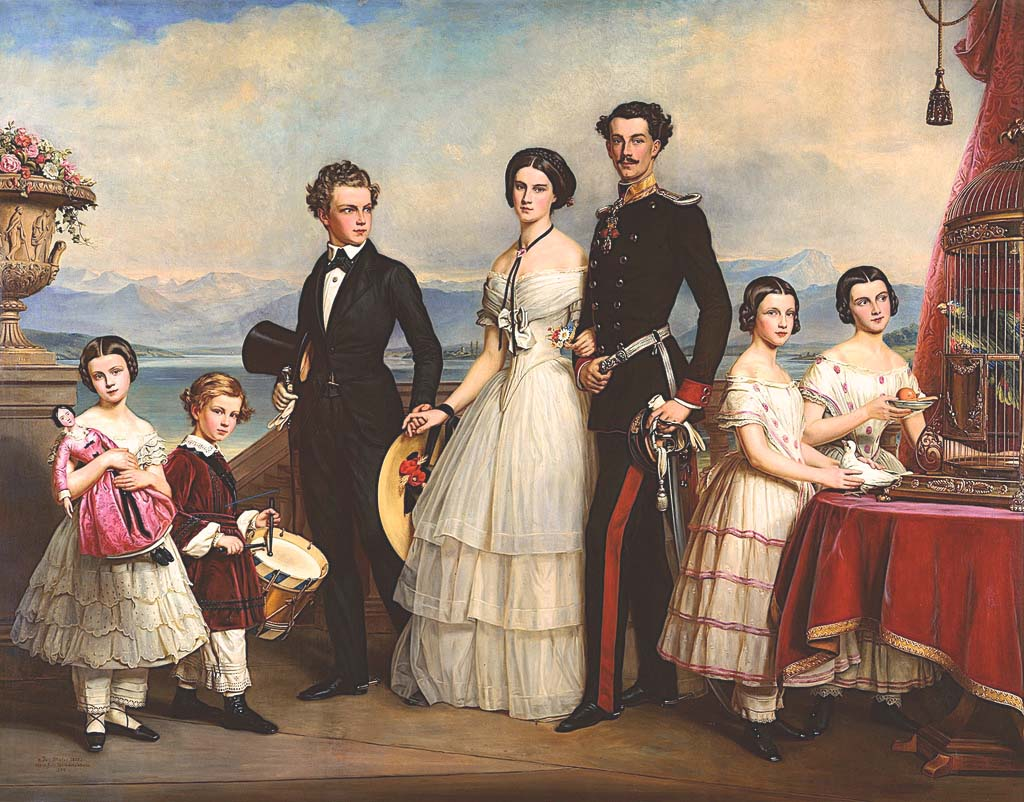
Geschwister Sisis, von links: Sophie, Max Emanuel, Karl Theodor, Helene, Ludwig, Mathilde und Marie

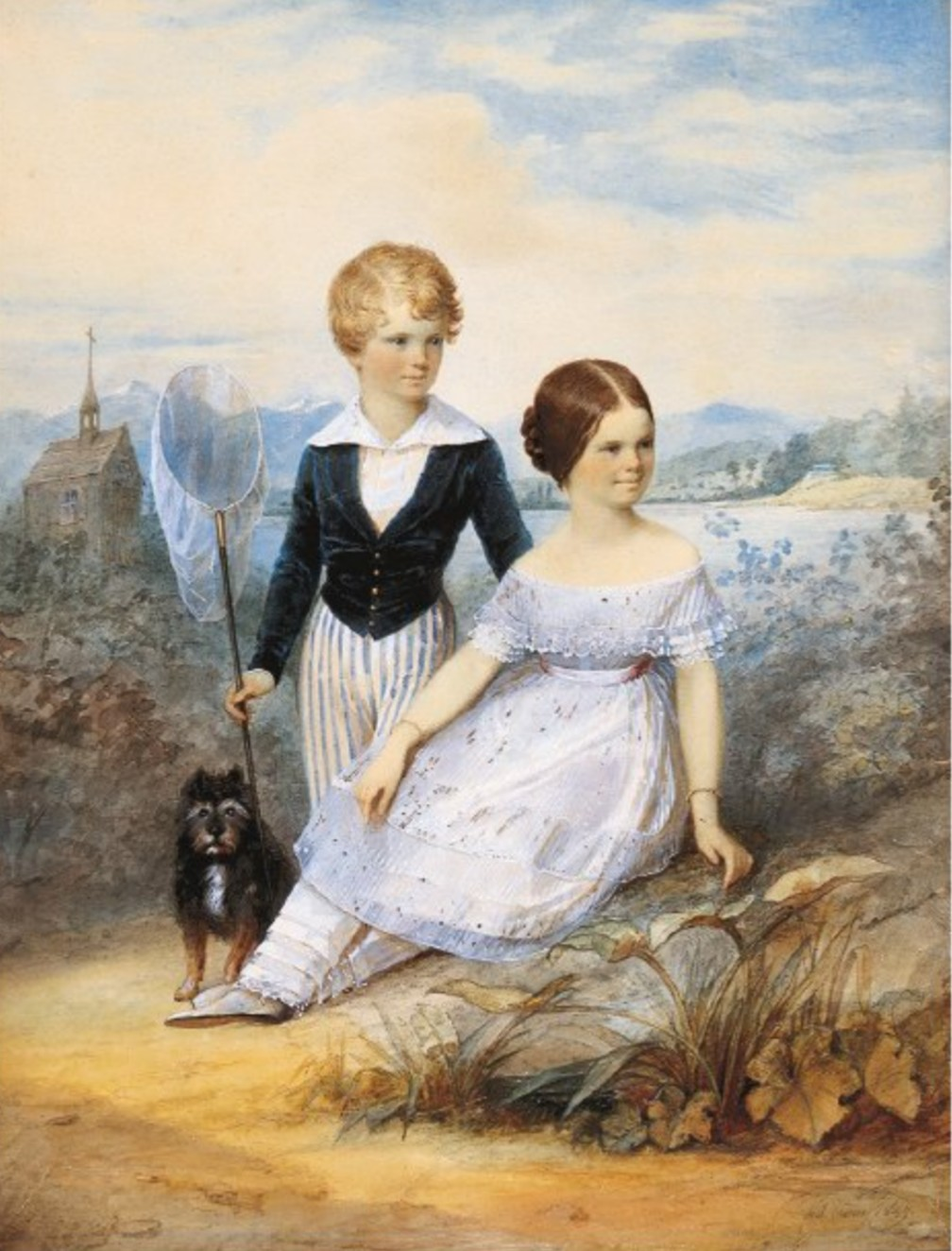
Die elfjährige Elisabeth mit ihrem Bruder Karl Theodor und ihrem Hund „Bummerl“ in Possenhofen

Elisabeth Amalie Eugenie in Bayern stammte aus der Linie Pfalz-Zweibrücken-Birkenfeld-Gelnhausen des Hauses Wittelsbach. Diese Nebenlinie führte den Titel Herzog in Bayern. Sie war die zweite Tochter des Herzogs Max Joseph in Bayern (1808–1888) und der Prinzessin Ludovika Wilhelmine (1808–1892). Ihre Großeltern mütterlicherseits waren der bayerische König Maximilian und dessen zweite Frau, Prinzessin Karoline.
Elisabeth kam an Heiligabend des Jahres 1837 in München im Herzog-Max-Palais in der Ludwigstraße zur Welt. Dass sie bei der Geburt bereits einen sichtbaren Milchzahn hatte, galt als glückliches Omen. Zwei Tage später wurde sie in der Kapelle des Herzog-Max-Palais getauft. Taufpatinnen waren ihre Tanten, Kronprinzessin Elisabeth Ludovika von Preußen und Kronprinzessin Amalie von Sachsen, beide Schwestern ihrer Mutter, sowie ihre Cousine Eugénie von Hohenzollern-Hechingen. Elisabeth war nur wenige Tage alt, als ihr Vater zu einer mehrmonatigen Reise in den Orient aufbrach.
Über die Kindheit von Elisabeth existieren nicht viele Quellen. Der älteste Brief, in dem die spätere Kaiserin erwähnt wird, stammt vom 28. Dezember 1838 und wurde von ihrer Großmutter, der verwitweten Königin Karoline von Bayern, verfasst. Aus dem Brief geht hervor, dass Elisabeth ihren ersten Weihnachtsabend, der gleichzeitig ihr erster Geburtstag war, bei ihrer Großmutter in der Maxburg verbracht hat. Die später im Familienkreis Sisi genannte Kaiserin wurde als Kind Elise gerufen und konnte bereits im Alter von einem Jahr laufen.
Elisabeth wuchs im Kreise ihrer wachsenden Geschwisterschar in München und am Starnberger See auf, wo die Familie mit Schloss Possenhofen seit 1834 über einen Landsitz verfügte. Durch die Darstellung in den Sissi-Filmen hat sich das Narrativ festgesetzt, dass der Vater, Herzog Max, ein innigeres Verhältnis zu seinen Kindern gehabt habe als die Mutter. Der Historiker Christian Sepp arbeitet in der Biografie über die Herzogin Ludovika allerdings heraus, dass der Vater nur selten Zeit mit seiner Familie verbracht und an seinen Kindern wenig Interesse gezeigt hatte. Es fiel schon Zeitgenossen auf, dass „die Herzogin […] beinahe immer allein für Kinder und Haus sorgt“. Elisabeth soll als Kind und Jugendliche dem Lernstoff wenig Interesse gewidmet haben. Sie soll eher unruhig gewesen sein und konnte nur kurze Zeit still sitzen. Zu ihren Vorlieben gehörten Reiten, Zeichnen und das Schreiben von Versen.
Elisabeth wurde zusammen mit ihrer dreieinhalb Jahre älteren Schwester Helene erzogen. Als Gouvernante für die beiden Mädchen hatte Herzogin Ludovika die Engländerin Mary Newbold bestellt, die sich vier Jahre um die Mädchen kümmerte. Wie prägend diese Zeit war, zeigt sich daran, dass die Schwestern bis zum Ende ihres Lebens Englisch als Geheimsprache benutzten. Als Mary Newbold 1846 wegen Heirat aus dem Dienst ausschied, beschloss Herzogin Ludovika, ihre ältesten Töchter getrennt von zwei Gouvernanten erziehen zu lassen, da sie beobachtet hatte, dass die ältere Helene die sanfte und freundliche Elisabeth dominierte. Damit übernahm Luise von Wulffen die Erziehung, zu der Elisabeth eine enge Bindung entwickelte.
Zu ihren Geschwistern hatte Elisabeth ein gutes Verhältnis, das sich allerdings im Laufe des Lebens abkühlte. Mit ihrer jüngeren Schwester Marie überwarf sie sich, als ihr zu Ohren kam, dass diese das Gerücht einer heimlichen Liebschaft Sisis verbreitete. Auch mit ihrer jüngsten Schwester Sophie hatte sie anfangs ein sehr inniges Verhältnis, das allerdings einen tiefen Riss bekam, als Sophie sich scheiden lassen wollte, um einen bürgerlichen Arzt zu heiraten. Als die Familie Sophie daraufhin wegen angeblicher Geisteskrankheit in ein Sanatorium einwies, kommentierte Elisabeth dies mit zwei Gedichten voller „Boshaftigkeit und Schadenfreude“. Eine besondere Beziehung hatte sie zu ihrem Bruder Carl Theodor, den die Familie Gackel nannte.

### Verlobung in Ischl und Heirat in Wien
1853 war Kaiser Franz Joseph von Österreich 23 Jahre alt und unverheiratet. Seine Mutter, Erzherzogin Sophie, suchte für ihren Sohn nach einer geeigneten Braut. Sie hatte ihn zunächst mit Prinzessin Maria Anna, der Nichte des preußischen Königs, dann mit seiner Cousine, Prinzessin Sidonie von Sachsen, verheiraten wollen, war aber im ersten Fall am Widerstand Berlins, im zweiten Fall an der ablehnenden Haltung Franz Josephs gescheitert.
In der historischen Literatur wurde wiederholt die Behauptung aufgestellt, Erzherzogin Sophie habe daraufhin mit ihrer jüngeren Schwester Ludovika den Plan geschmiedet, Herzogin Helene in Bayern, Ludovikas älteste Tochter, mit dem Kaiser zu verheiraten. Quellenuntersuchungen haben allerdings ergeben, dass zeitgenössische Quellen fehlen, um diese Behauptung zu belegen. Gabriele Praschl-Bichler, die private Briefe der Habsburger zu dieser Zeit ausgewertet hat, kommt zu dieser Schlussfolgerung, ebenso der Historiker Christian Sepp, der die vorhandene Korrespondenz von Herzogin Ludovika ausgewertet hat.
Im August 1853 feierte Kaiser Franz Joseph seinen Geburtstag in Ischl im Salzkammergut. Zu diesem Ereignis waren viele Verwandte eingeladen, darunter auch Herzogin Ludovika in Bayern mit ihren beiden ältesten Töchtern Helene und Elisabeth, die am Abend des 16. August in Ischl eintrafen. Der österreichische Kaiser verliebte sich noch an diesem Abend in seine 15-jährige Cousine Elisabeth und ließ bereits zwei Tage später, an seinem Geburtstag, über seine Mutter bei Herzogin Ludovika anfragen, ob diese ihn heiraten wolle. Am Tag darauf erhielt der Kaiser Elisabeths Zustimmung und die Verlobung wurde öffentlich bekannt gegeben. Ludovika brachte noch am Tage der Verlobung ihre Sorge über das jugendliche Alter ihrer Tochter in einem Brief an eine Verwandte zum Ausdruck: „Sie ist so jung, so unerfahren, ich hoffe aber man hat Nachsicht mit dieser großen Jugend!“
Herzog Maximilian in Bayern, der Vater der Braut, gab seiner Tochter eine Mitgift von 50.000 Gulden, dazu Kleider und Schmuck. Am 20. April 1854 verließ Elisabeth München und reiste nach Straubing an der Donau, wo die Braut und ihre Mutter den bayerischen Raddampfer Stadt Regensburg für die Reise nach Linz in Oberösterreich bestiegen. Nach einer Übernachtung setzte man die Reise auf der Donau nach Wien mit einem neuen österreichischen Express-Dampfer fort. Am 24. April wurde das Paar in der Wiener Augustinerkirche vor 70 Bischöfen und Prälaten durch Erzbischof Joseph Othmar von Rauscher getraut.

### Kinder und Erziehung

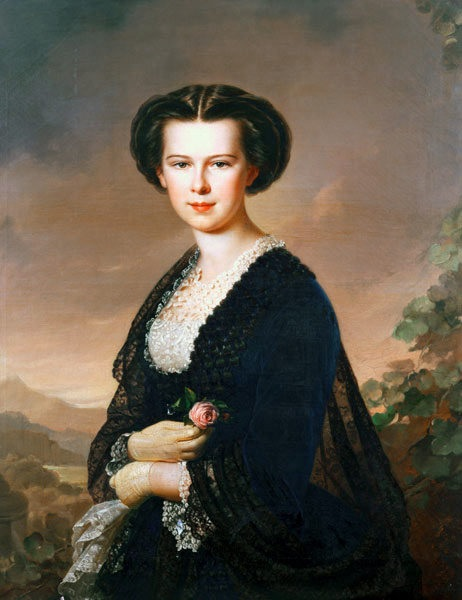
Elisabeth als junge Kaiserin

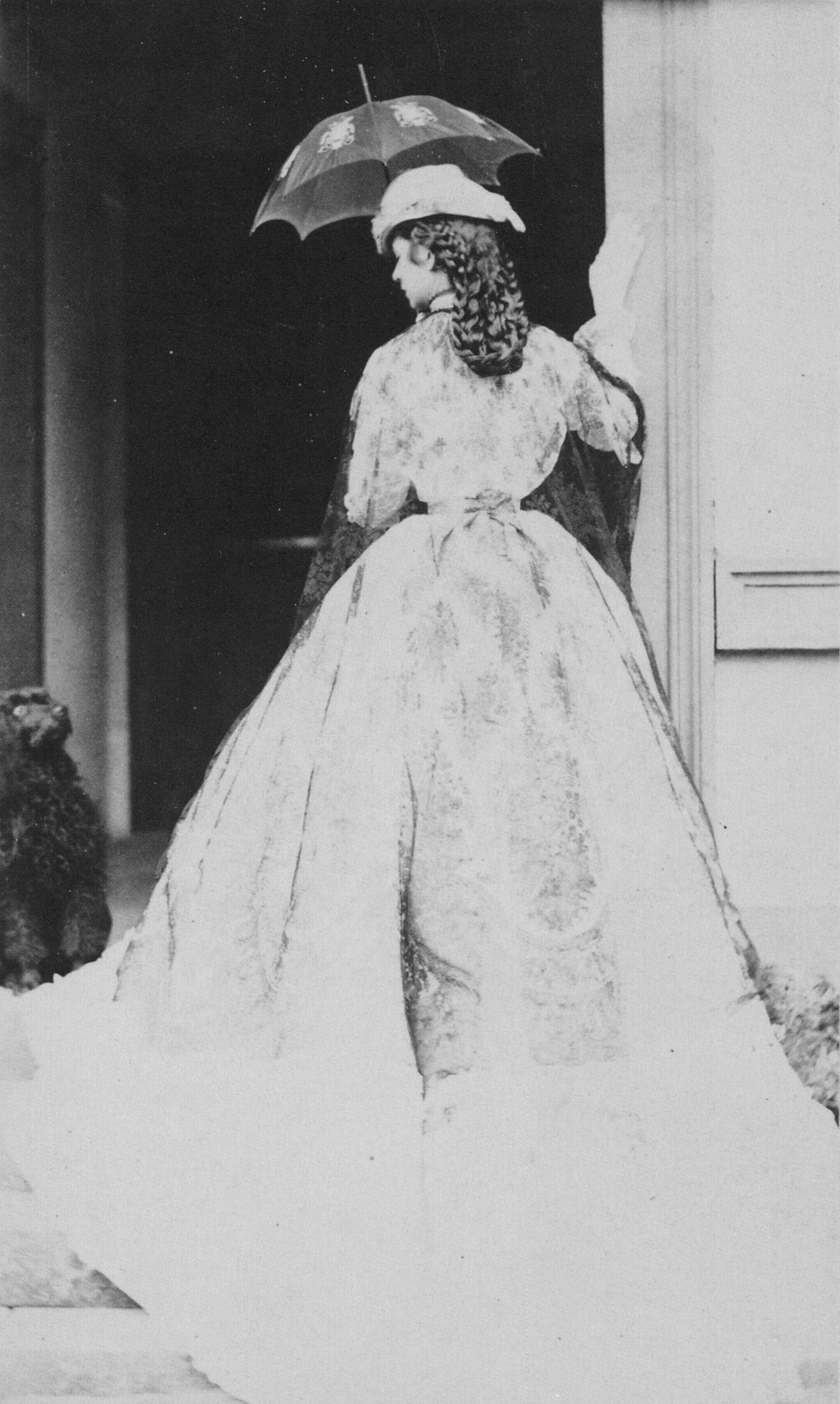
Kaiserin Elisabeth von Österreich, Fotografie von Joseph Albert, 1865

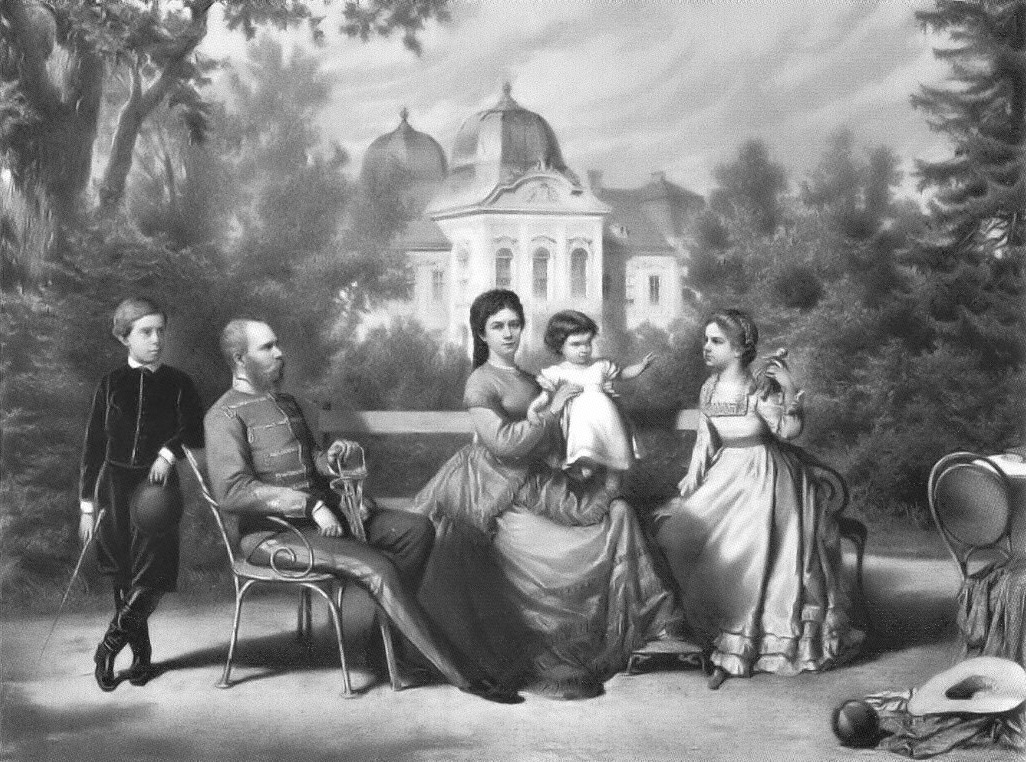
Die kaiserliche Familie in Gödöllő, um 1870

Ein knappes Jahr nach der Hochzeit, 1855, Elisabeth war nun 17 Jahre alt, brachte die junge Kaiserin ein Mädchen zur Welt, das nach Franz Josephs Mutter Sophie Friederike getauft wurde. Im folgenden Jahr wurde Tochter Gisela geboren. Auf einer Reise durch Ungarn erkrankten beide Töchter an Durchfall und Fieber, an dem die zweijährige Sophie starb. Später vermutete man, dass Typhus schuld an ihrem frühen Tod war.
1858 kam Kronprinz Rudolf Franz Karl Joseph zur Welt. Von der Geburt erholte sich Elisabeth nur schwer. Auch zeigte sie nach dem Tod der erstgeborenen Tochter nur wenig Interesse an Gisela und Rudolf. Ihre Schwiegermutter veranlasste, dass der Kronprinz schon von Kindesbeinen an eine militärische Ausbildung erhielt. Der sensible Rudolf litt sehr darunter. Elisabeth setzte sich dafür ein, diese Art der Ausbildung zu beenden, konnte sich jedoch zunächst nicht durchsetzen.
Ihr viertes und letztes Kind, ein Mädchen, wurde 1868 in Buda in Ungarn geboren. Das „ungarische Kind“ bekam den Namen Marie Valerie Mathilde Amalie. Elisabeth kümmerte sich, im Gegensatz zu ihren älteren beiden Kindern, intensiver um die kleine Erzherzogin. In der Wiener Hofburg wurde Marie Valerie daher auch „die Einzige“ genannt. Gerüchteweise hieß es, dass nicht Franz Joseph, sondern der ungarische Graf Gyula Andrássy der Vater des Kindes sei. Zeitlebens verband Elisabeth mit ihrer jüngsten Tochter eine innige Beziehung. Marie Valerie begleitete ihre Mutter auf vielen Reisen und war auch frei in ihrer Wahl des Bräutigams. Es wird vermutet, dass Elisabeth dadurch nachzuholen versuchte, was sie bei den anderen Kindern offensichtlich versäumt hatte.
1889 nahm sich Rudolf gemeinsam mit seiner jungen Geliebten Mary Vetsera auf Schloss Mayerling das Leben. Dieser Schicksalsschlag traf Elisabeth schwer, von diesem Zeitpunkt an trug sie nur noch Schwarz.

### Reisen der Kaiserin

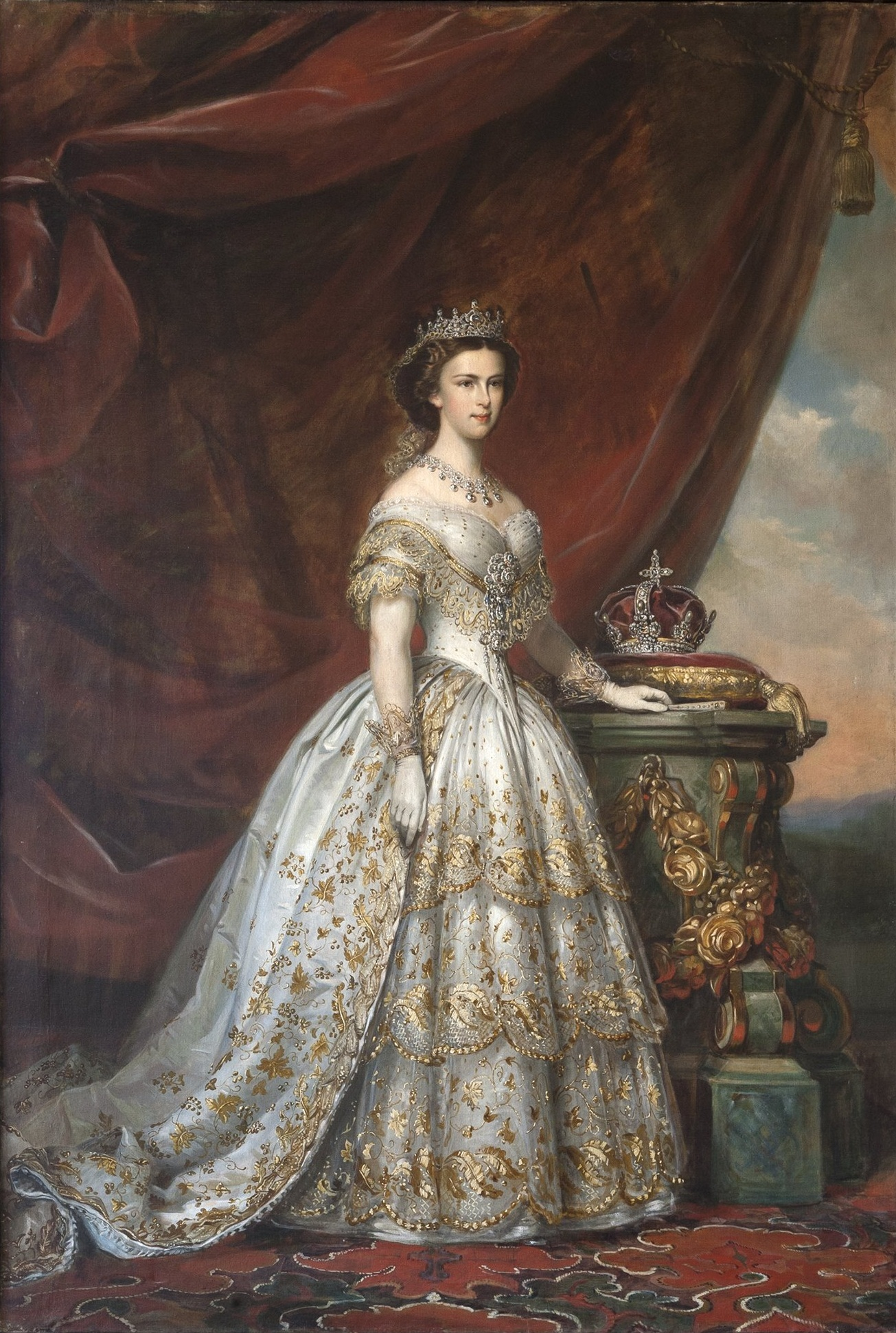
Porträt von Josef Neugebauer, 1857

1860 litt Elisabeth unter starkem Husten. Den offiziellen Vorwand für die erneute Reise der Kaiserin, die Diagnose einer Lungenkrankheit und die Empfehlung einer Kur auf Madeira, nutzte sie zum Ausbruch aus dem Hofleben und zur ersten ihrer Auslandsreisen, die sie alleine unternahm. Kaum in Wien zurück, erlitt sie einen schweren Rückfall. Die Ärzte vermuteten „Lungenschwindsucht“ (Tuberkulose). Dieses Mal fuhr die Kaiserin nach Korfu im Ionischen Meer. Die Insel gefiel ihr sehr.
Als Elisabeth nach fast zweijähriger Abwesenheit an den Wiener Hof zurückkehrte, war sie von einer als schüchtern und blass geltenden jungen Frau zu einer selbstbewussteren Monarchin geworden, die auch Forderungen stellte. In dieser Zeit entstanden die Porträts von Franz Xaver Winterhalter. Das bekannteste ist das Gemälde aus dem Jahr 1865, das Elisabeth in Hofgala mit Diamantsternen im Haar zeigt. So trat sie bei den alljährlichen Hofbällen und den Bällen bei Hof auf. Diese gehörten für die Kaiserin zu den Pflichtterminen, ebenso wie die Osterfeierlichkeiten und die Auferstehungsfeier in der Hofburg, die Frühjahrsparade sowie die Praterfahrten am 1. Mai mit ihren prächtigen Kutschen-Corsos. 
Ferner hatte sie nach Wien reisende Monarchen zu empfangen, ebenso neu akkreditierte Diplomaten und ihre Frauen, ihren Ehemann zu Hochzeiten oder Trauerfeiern, zu den Faschingsbällen in den Adelspalais, zur Frühjahrsparade, zu Manövern, zu Besuchen in Prag, Budapest oder anderen Orten der Habsburgermonarchie zu begleiten. Gab der Kaiser im Herbst und Winter seine großen Gesellschaftsjagden, war ebenfalls ihre Anwesenheit erwünscht. Jeden Sonntag besuchte die kaiserliche Familie mit feierlichem Einzug die Messe in der Augustiner-Hofkirche, danach fand ein Familienessen mit sämtlichen in Wien anwesenden Erzherzogen und Erzherzoginnen statt. 
All diese Verpflichtungen lasteten auf ihr, sie fühlte sich nie wohl bei Hofe und nutzte jede Gelegenheit, um der Etikette auszuweichen. Die Zeitgenossin Fürstin Nora Fugger beschrieb die Kaiserin in ihrer Biographie: Die „Repräsentationspflichten lasteten schwer auf der Kaiserin, die Diamantkrone drückte ihr Haupt. Jede prunkvolle Veranstaltung, jedes Hoffest war ihr ein Gräuel. Es war auch immer etwas Gezwungenes in ihrem Wesen, wenn sie an den Hoffestlichkeiten teilnahm. […] Die Kaiserin entzog sich immer mehr der Gesellschaft, auch den Blicken des Volkes.“ Mit den Jahren war Elisabeth immer öfter auf Reisen, insbesondere nachdem ihre Kinder herangewachsen waren. Zuweilen wurde sie von Wienern spöttisch „Unsere Kaiserin, die Reiserin“ genannt.

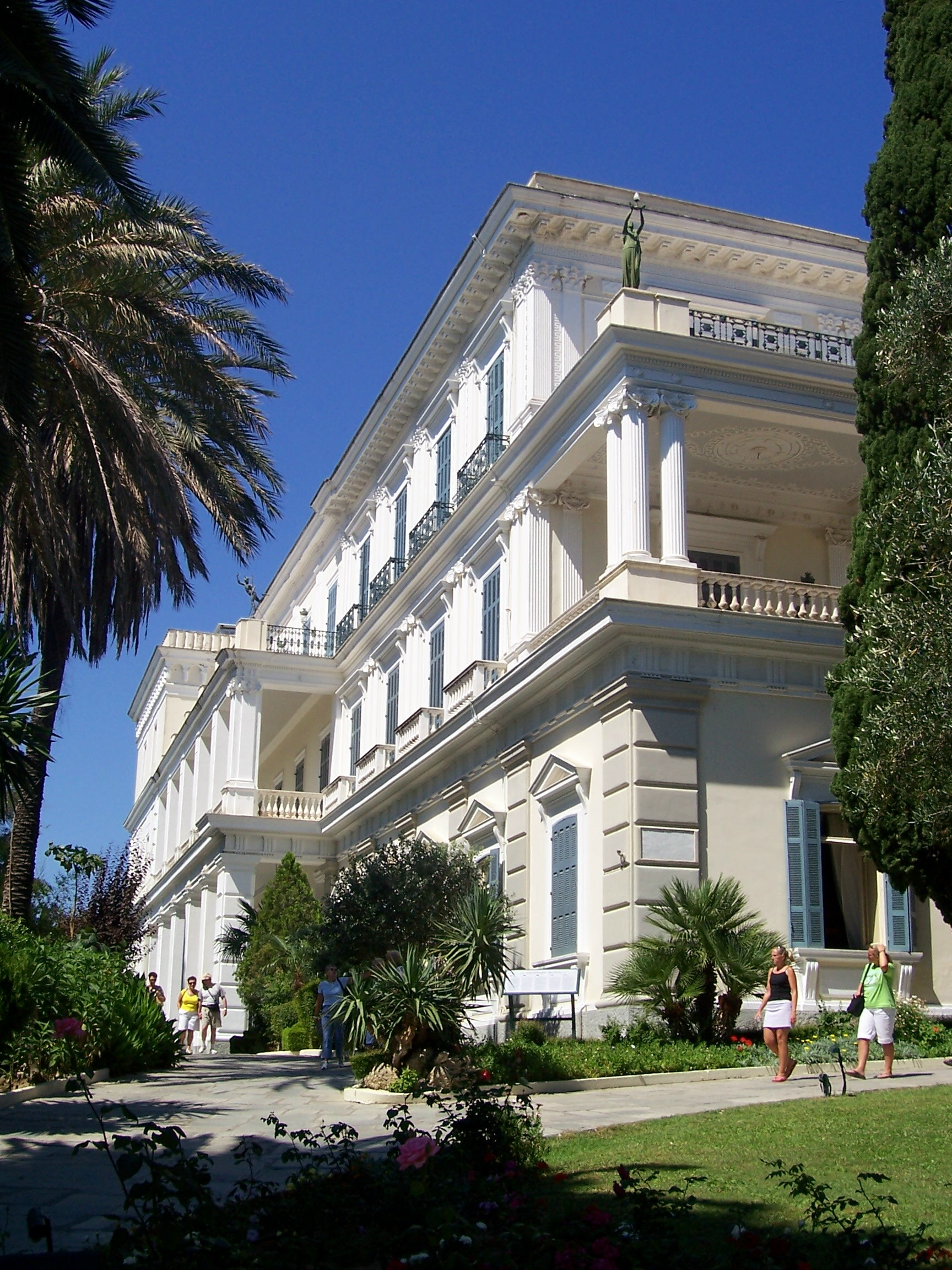
Das Achilleion auf Korfu (2005)

Elisabeth unternahm nicht selten weite Reisen. Neben Europa bereiste sie Kleinasien und Nordafrika, stets interessiert an Kulturgeschichte und Ausgrabungen. Ab 1867 suchte sie besonders im Frühjahr und im Herbst ihr geliebtes Schloss Gödöllő in Ungarn auf; des Klimas wegen verbrachte sie gerne den Winter auf ihrer Lieblingsinsel Korfu, des Reitsports wegen reiste sie öfters nach Großbritannien und Irland zu den großen Turnieren im Vielseitigkeitsreiten; sie ritt auch selbst bei Fuchs- und Hirschjagden mit. 1885 reiste sie in das Osmanische Reich, um dort die von Heinrich Schliemann entdeckten Reste des antiken Troja zu sehen. 
Zu Beginn der 1880er Jahre begann sie sich verstärkt mit Griechenland zu beschäftigen und auch die griechische Sprache zu erlernen. Durch die Lektüre von Alexander von Warsbergs Odysseeische Landschaften (Zweites Buch, 1. Kapitel) wurde Elisabeth vermutlich angeregt, das Achilleion auf Korfu erbauen zu lassen. Es wurde zwischen 1889 und 1891 im pompejanischen Stil errichtet. Außerdem absolvierte sie zahlreiche Kuraufenthalte an bekannten Kurorten.
Franz Joseph gewöhnte sich mit der Zeit an die langen Abwesenheiten seiner Frau. Damit sie auch in Wien ein Refugium hatte, wo sie unbehelligt vom Hofzeremoniell ihren eigenen Interessen nachgehen konnte, etwa der Lektüre, dem Erlernen von Sprachen, dem Turnen und dem Reitsport, ließ er ihr zwischen 1882 und 1886 die Hermesvilla im Lainzer Tiergarten erbauen. Auch im Park der Kaiservilla Bad Ischl, wo das Ehepaar die Sommerferien verbrachte, besaß sie mit dem Marmorschlössl einen Rückzugsort. Dies hielt sie jedoch nicht davon ab, weiterhin monatelang zu verreisen. Um seine Einsamkeit zu lindern und die an sie gerichteten Erwartungen abzuschwächen, arrangierte die Kaiserin 1885 die Bekanntschaft ihres Mannes mit der Schauspielerin Katharina Schratt. Schratt wurde fortan Ansprechpartnerin und Vertrauensperson des Kaisers. Diese Freundschaft wurde von der Kaiserin vor jedem Skandal bewahrt und ausdrücklich gefördert. Auch nach Elisabeths Tod blieb die Freundschaft des Kaisers zu Schratt aufrecht, jedoch war sie nie wieder so intensiv wie zu Elisabeths Lebzeiten.
Kaiser Franz Joseph genoss jeden seltenen Besuch Elisabeths bei Hof und blieb ihr zeitlebens freundschaftlich verbunden. Während sie durch Europa reiste, entstand zwischen dem Kaiserpaar ein umfangreicher Briefwechsel, der teilweise erhalten ist. Seitens des Kaisers wird vor allem seine Sorge um die Gesundheit und die Sicherheit Elisabeths deutlich. Er, der Schifffahrten nicht mochte, besuchte sie nie in ihrem Palast, dem Achilleion auf Korfu, sondern reiste meist in Zivil nach Cap Martin, einem der liebsten Aufenthaltsorte Elisabeths an der französischen Riviera. Gräfin Irma Sztáray berichtet vom harmonischen Beisammensein des Ehepaars, von zahlreichen Ausflügen, Frühstücksessen in Hotels sowie einem Besuch Kaiser Franz Josephs in der Spielbank von Monte-Carlo.
In Abwesenheit ihres Mannes setzte Elisabeth ihr gewohntes Leben fort: lange Wanderungen in den abgelegensten Gegenden und tagelange Schifffahrten auf ihrer Yacht Miramar quer durch das Mittelmeer. Dabei leisteten ihr vor allem ihre Hofdamen und ein griechischer Vorleser Gesellschaft, die sie mit Werken antiker Schriftsteller sowie französisch- und englischsprachiger Literatur unterhielten. Elisabeth nahm das Studium des Alt- und Neugriechischen sehr ernst und sprach Zeitgenossen zufolge besser Griechisch als alle deutschen Königinnen von Griechenland. Sie übersetzte unter anderem Theaterstücke wie jene von Shakespeare ins Neugriechische. Griechenland wurde laut Aussagen ihres Vorlesers Constantin Christomanos zur „Heimat ihrer Seele“. 1888 ließ sie sich einen Anker auf ihre Schulter tätowieren.
Elisabeth liebte – wie ihr sieben Jahre jüngerer Halbneffe zweiten Grades Ludwig II., dem sie nahestand – die Musik Richard Wagners; in Wien besuchte sie ein Konzert unter dessen Dirigat. Im Sommer 1888 besuchte sie in Bayreuth eine Aufführung des Bühnenweihfestspiels Parsifal. Dort traf sie auch Wagners Ehefrau Cosima, die am selben Tag wie Elisabeth geboren war und seit dem Tode des Komponisten die Festspiele leitete.

### Krönung zur Königin von Ungarn

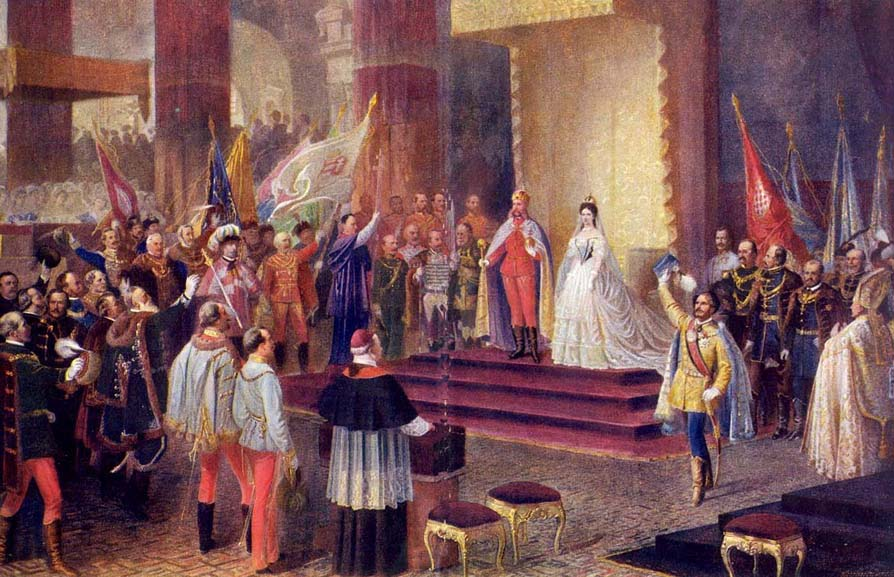
Krönung des Kaiserpaares in der Matthiaskirche zu Ofen. Kaiser Franz Joseph und Elisabeth waren in Ungarischer Magnatentracht gekleidet.

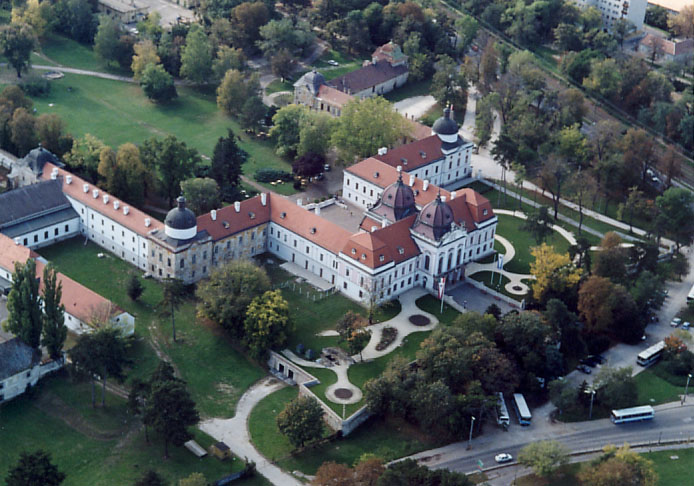
Schloss Gödöllő

Zu den wenigen politischen Aktivitäten der Kaiserin gehörte ihr Bestreben nach einem Ausgleich mit Ungarn, den sie Anfang 1867 gegen den Willen ihrer Schwiegermutter und großer Teile des Hofes energisch durchsetzte. Ungarn erhielt seine Verfassung von 1848 zurück. Am 8. Juni 1867 wurden Kaiser Franz Joseph und Kaiserin Elisabeth in der Matthiaskirche zu Ofen (ab 1873 Budapest) als König und Königin von Ungarn gekrönt. Die Krönung vollzog der Erzbischof von Gran und Fürstprimas von Ungarn, János Simor.
Das dem Königspaar anlässlich der Krönung vom „ungarischen Volk“ geschenkte Schloss Gödöllő wurde in den folgenden Jahren ein beliebter Zufluchtsort der Kaiserin. Elisabeth lernte Ungarisch und wählte bevorzugt ungarische Hofdamen aus – so unter anderem Marie Festetics –, die am Wiener Hof wegen ihrer Herkunft abgelehnt wurden und isoliert blieben. 1864 wurde die Ungarin Ida von Ferenczy ihre Vorleserin, zu der sie eine freundschaftliche Beziehung aufbaute und die zu eine ihrer engsten Vertrauten wurde. 1868 wurde Franz von Nopcsa, ebenfalls ein Ungar, zum Obersthofmeister ernannt, der 36 Jahre lang diesen Dienst bei Elisabeth versah.

### Gyula Andrássy
Der ungarische Graf Gyula Andrássy war wegen seiner Beteiligung an der ungarischen Revolution 1848 ins Exil verbannt worden. Nach einer Amnestie lernte er die Kaiserin 1866 bei einer Audienz kennen. In der Folge nahm Andrássy in Sisis Leben eine bedeutende Rolle ein und wurde zu ihrem engsten Freund und persönlichen Berater. Beiden wurde – bis heute unbewiesen – eine Affäre unterstellt, und auch, dass Sisis jüngste Tochter Marie Valerie Andrássys Tochter sei.

## Tod

### Reise nach Genf

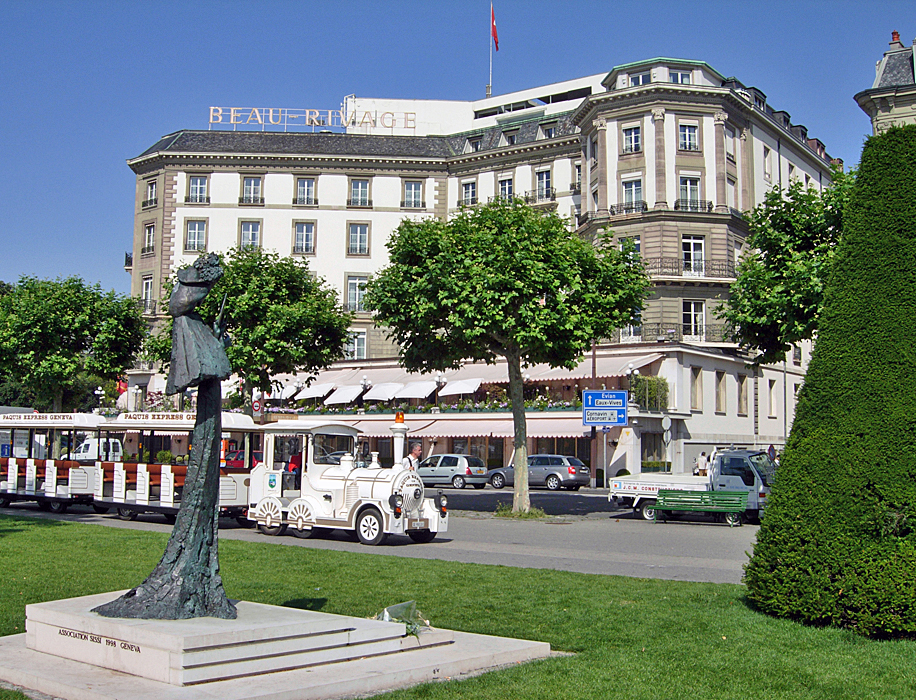
Hotel Beau-Rivage in Genf, davor am Quai das Elisabeth-Denkmal

Elisabeth hielt sich ab 16. Juli 1898 in Bad Nauheim auf, um ein Herzleiden durch eine Badekur zu kurieren. Die Kaiserin war angeblich schon lange magersüchtig und körperlich sehr schwach. Jedoch verließ sie am 29. August fluchtartig ohne Gepäck und ohne Gefolge die Stadt. Nach einem kurzen Besuch in Homburg vor der Höhe reiste sie inkognito weiter an den Genfersee.
Vom 30. August bis 9. September 1898 logierte Elisabeth im Hôtel des Alpes im Bergkurort Caux oberhalb von Montreux-Territet. Am 9. September reiste sie auf Einladung der Familie Rothschild nach Genf, wo sie im Hotel Beau-Rivage am Quai du Mont-Blanc wohnte. Kurz nach ihrer Ankunft meldeten die Zeitungen, dass es sich bei der im Hotel abgestiegenen Gräfin von Hohenems in Wahrheit um die Kaiserin von Österreich-Ungarn handele. 
In Begleitung ihrer Hofdame Irma Sztáray besuchte die Kaiserin die Baronin Julie Rothschild in ihrer Villa in Bellevue am Genfersee. Das Treffen verlief angenehm, die Damen unterhielten sich angeregt auf Französisch, und auch beim Abendessen hatte Elisabeth einen angesichts ihrer Essstörung erstaunlich guten Appetit. Als sie schließlich die weltberühmte Orchideenzucht der Baronin besichtigten, soll Elisabeth laut Irma Sztáray gesagt haben: « Je voudrais que mon âme s’envolât vers le ciel par une toute petite ouverture de mon cœur » (deutsch: „Ich wünschte, meine Seele könnte durch eine ganz kleine Öffnung meines Herzens in den Himmel fliegen“) – eine poetisch gemeinte Äußerung, die von Gräfin Sztáray im Nachhinein als Vorahnung umgedeutet wurde.

### Attentat

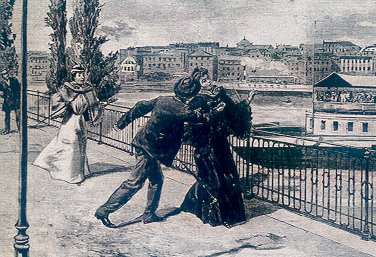
Ermordung der Kaiserin in Genf durch den Anarchisten Lucheni (Holzdruck, Fortuné Méaulle (1844–1901))

Am 10. September 1898 verließ die Kaiserin mittags das Hotel Beau-Rivage in Genf, um mit dem Raddampfer Genève nach Caux zurückzukehren.

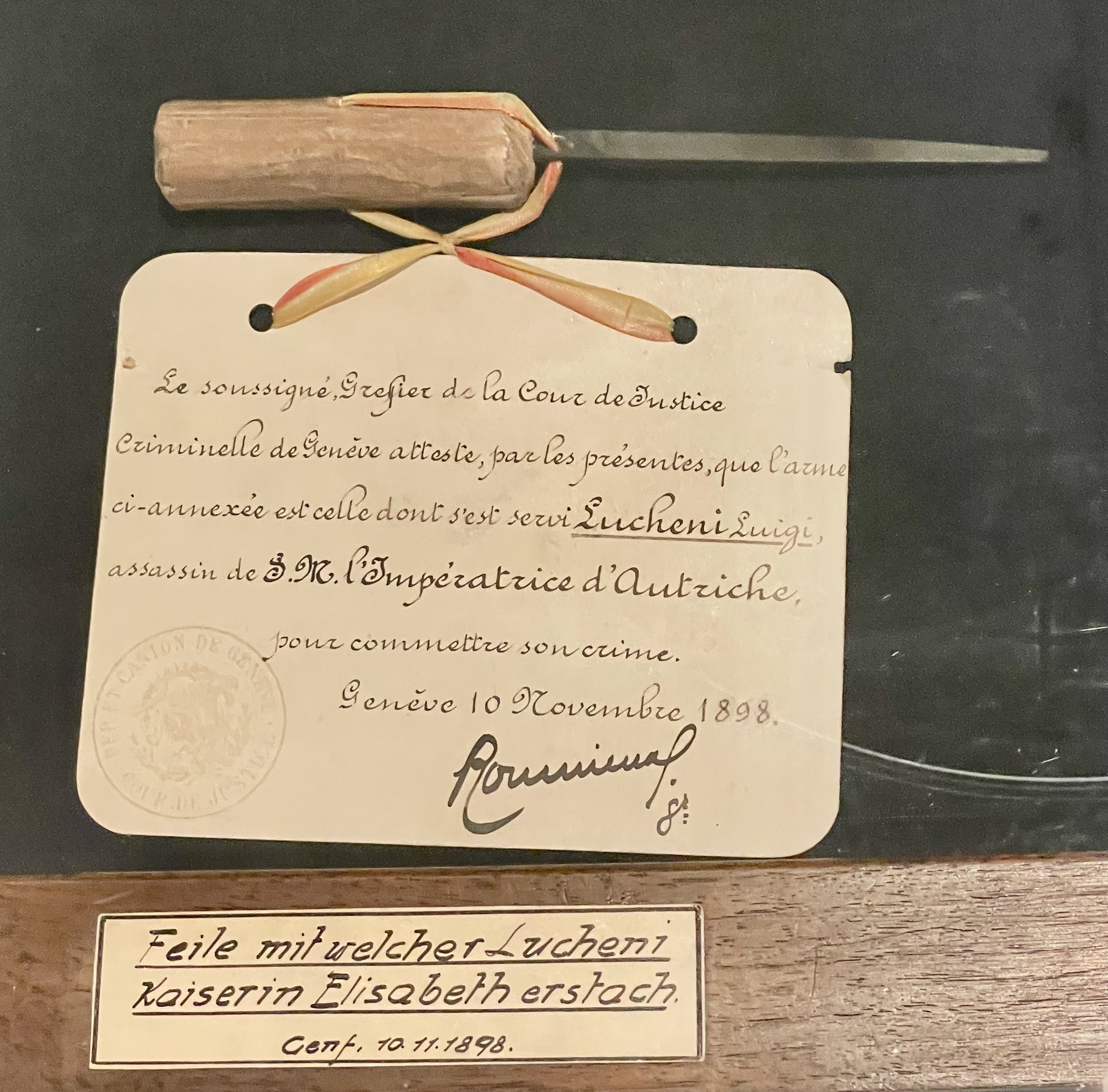
Die Tatwaffe Luchenis

Als sie in Begleitung ihrer Hofdame Irma Sztáray die Seepromenade Quai du Mont-Blanc entlangging, stürzte sich der italienische Anarchist Luigi Lucheni vor der Bootsanlegestelle auf sie und stieß ihr eine spitz zugeschliffene Feile ins Herz. Der Einstich der stilettförmigen Feile war so klein, dass die Kaiserin ihn nicht bemerkte und dachte, der Angreifer habe ihr nur einen Faustschlag versetzt. Sie erhob sich wieder, bedankte sich bei allen Passanten, die zu Hilfe geeilt waren, und unterhielt sich mit Irma Sztáray über den Vorfall. 
Die Kaiserin ging weiter und an Bord des Raddampfers Genève. Kurz nach dem Ablegen des Dampfers brach sie zusammen und verlor das Bewusstsein. Ihre letzten Worte waren angeblich: „Aber was ist denn mit mir geschehen?“ Das Schiff kehrte zur Anlegestelle zurück, und die Kaiserin wurde auf einer provisorisch hergestellten Trage ins Hotel Beau-Rivage gebracht. Alle Wiederbelebungsversuche waren vergebens. Schließlich spendete ein Priester im Hotel die Sterbesakramente. Auf der Sterbeurkunde wurde vermerkt, dass Elisabeth um 14:40 Uhr verstorben sei. Sie wurde 60 Jahre alt.
Lucheni wollte nach eigener Aussage im Verhör ursprünglich den Thronprätendenten Philippe d’Orléans ermorden. Da dieser aber kurzfristig seine Reisepläne geändert hatte und nicht in Genf eintraf, wählte Lucheni Elisabeth als sein Opfer, nachdem er von ihrer Anwesenheit in Genf erfahren hatte. Die Historikerin Anna Maria Sigmund weist darauf hin, dass die Annahme, der Anarchist habe ursprünglich nicht die Kaiserin im Visier gehabt, lediglich auf Luchenis Aussagen basiert. Sigmund vertritt die These, Lucheni habe Auftraggeber gehabt, die die Kaiserin ermorden ließen, „um damit Kaiser Franz Joseph einen schweren Schlag zu versetzen“. Selbst die Beerdigung der Kaiserin in Wien gedachte man noch als Schauplatz für ein weiteres Attentat zu nutzen, das allerdings verhindert werden konnte.
Lucheni wurde wegen des Mordes zu lebenslanger Haft verurteilt. Am 19. Oktober 1910 fand man ihn tot in einer Dunkelzelle; er hatte Suizid begangen.

### Obduktion

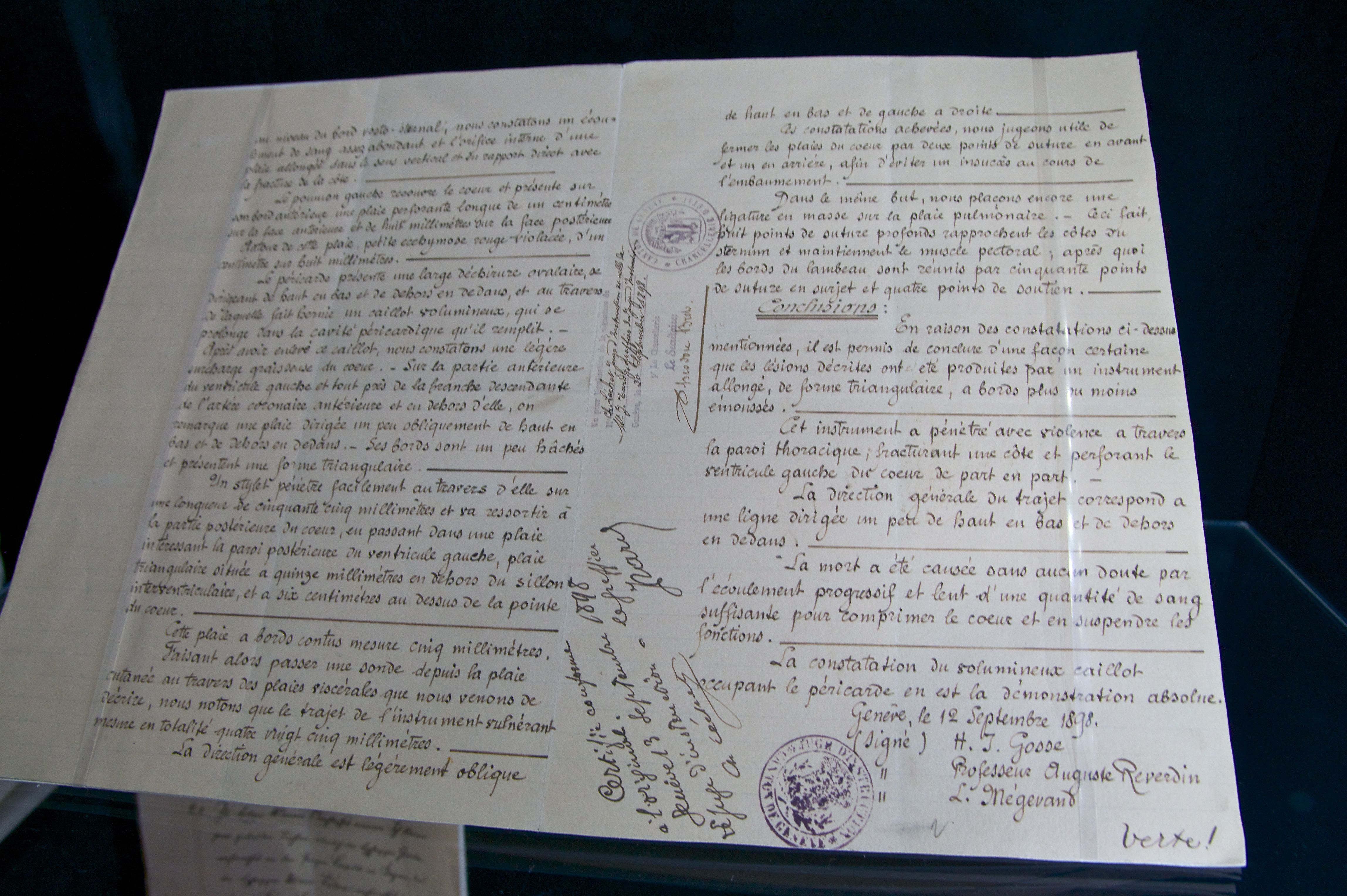
Die letzten beiden Seiten des Obduktionsberichts der Kaiserin Elisabeth (französisch)

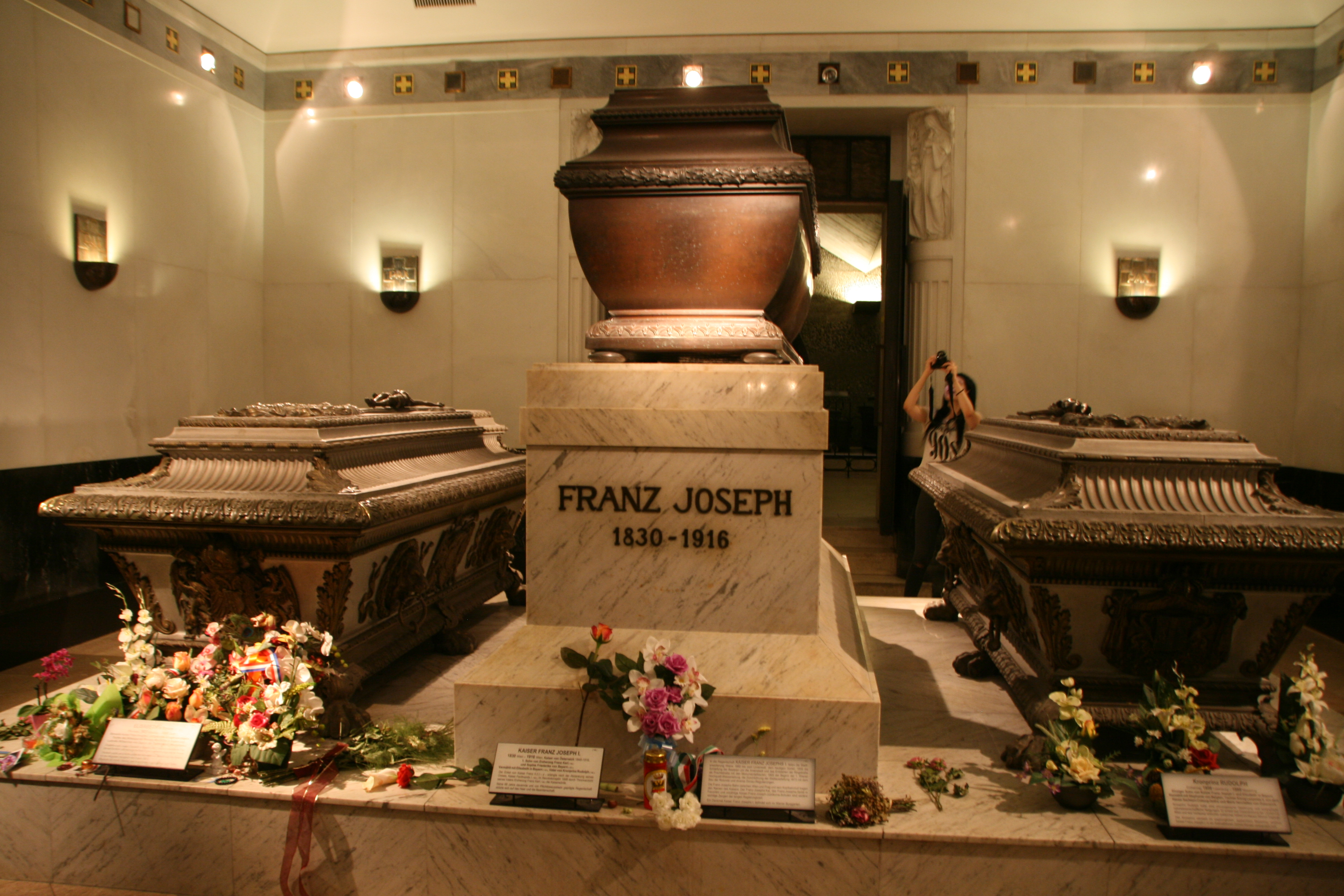
Letzte Ruhestätte von Elisabeth in Bayern, Kaiser Franz Joseph I. und Kronprinz Rudolf in der Franz-Josephs-Gruft, Kaisergruft, Kapuzinerkirche in Wien

Die Leichenschau der Kaiserin wurde für den 11. September 1898 angesetzt. Die Vertreter der Monarchie in Genf hatten ihre Zustimmung von vornherein von der Einwilligung des Hofes abhängig gemacht, die mittags telegraphisch nur für eine Teilautopsie eintraf, obwohl der Hof eine solche gerne ganz vermieden hätte. Durchgeführt wurde die Obduktion von Hippolyte Jean Goss, Professor für Gerichtsmedizin an der Universität Genf, Auguste Réverdin, Professor an der Medizinischen Fakultät Genf, sowie Louis Mègerand, Privatdozent an der Medizinischen Fakultät Genf. Sie waren von M. Lèchet, Ermittlungsrichter der Republik und des Kantons Genf, beauftragt worden. Anwesend waren die Gräfin Sztáray, Hofdame Ihrer Majestät, Graf von Kuefstein, Ständiger Vertreter Österreichs in Bern, General Berzeviczy, Kammerherr ihrer Majestät, Navazza, Generalstaatsanwalt der Republik und des Kantons Genf, Mayor, Professor an der Medizinischen Fakultät in Genf, und der Arzt Étienne Golay. Die beiden Letztgenannten hatten am Tag zuvor den Tod festgestellt.
Dem Obduktionsbericht ist zu entnehmen, dass das Mordwerkzeug bis zu einer Tiefe von 8,5 Zentimeter eingedrungen war. Im oberen Bereich der linken Brust bestand eine kleine, dreieckige Wunde, die kaum drei bis vier Tropfen Blut fließen ließ. Das Tatwerkzeug hatte die vierte Rippe gebrochen und war durch den vierten Rippenzwischenraum in die Brusthöhle gedrungen. Es hatte den unteren Rand des oberen Lungenflügels, der das Herz bedeckt, durchbohrt und die vordere Fläche der linken Herzkammer einen Zentimeter von dem absteigenden Zweig der Arteria coronaria (Koronargefäß) entfernt getroffen. Die linke Herzkammer wurde vollständig durchbohrt, die hintere Scheidewand dieser Herzkammer zeigte eine dreieckige Öffnung von ungefähr vier Millimeter Durchmesser. Im Herzbeutel befand sich ein großer Erguss geronnenen Blutes. Wegen der nur erlaubten Teilautopsie wurde das Herz selbst nicht eröffnet. Als Todesursache wurde unzweifelhaft eine Herzbeuteltamponade durch ein Hämoperikard festgestellt.
Die allgemeinen Ausführungen beschreiben den Leichnam, wonach das Gesicht ruhig und ohne Muskelanspannung gewesen sei. „Die Haut war noch lauwarm, die Leichenstarre noch nicht eingetreten. Blassgelber Teint. Die Haare sind kastanienbraun. Graublaue Augen. Gutes Gebiss. Das Unterhautfettgewebe ist wenig entwickelt mit einer Dicke von 1,72 Zentimeter. Auf dem Unterleib sind alte, perlmuttfarbene Schwangerschaftsstreifen. Im Wundherd, an der tiefsten Stelle der Wunde, erkennt man Indizien der beginnenden Totenstarre.“ Die Gerichtsmediziner stellten keinerlei Ausfluss aus Nase oder Mund fest, jedoch Hungerödeme und – zum späteren Entsetzen des Hofes – eine Tätowierung, einen Anker an ihrer Schulter zeigend, was die Zuneigung zum Meer ausdrücken sollte.

### Beisetzung
Ihrem Wunsch, „am Meer, am liebsten in Korfu“ ihre letzte Ruhestätte zu finden, wurde nicht entsprochen. Als der Leichnam in einem eisgefüllten Sarg in ihrem Salonwagen nach Wien überführt wurde, waren alle Beamten des Kaiserreichs entlang der Strecke verpflichtet, der Toten im Zug die Reverenz zu erweisen. Am 17. September 1898 fand die Beisetzung in der Wiener Kapuzinergruft statt. Elisabeths einbalsamierter Leichnam ruht vollständig in der Kapuzinergruft. Dies ist eine Ausnahme, denn bei den meisten Habsburger Herrschern wurde der Leichnam zerteilt: Deren Körper wurden in der Kapuzinergruft bestattet, ihre Herzen in der Augustinerkirche und ihre Eingeweide im Stephansdom.  (Siehe dazu auch den Artikel: Getrennte Bestattung.) Elisabeths Sarkophag steht heute neben denen von Franz Joseph I. und Kronprinz Rudolf.

## Reitsport

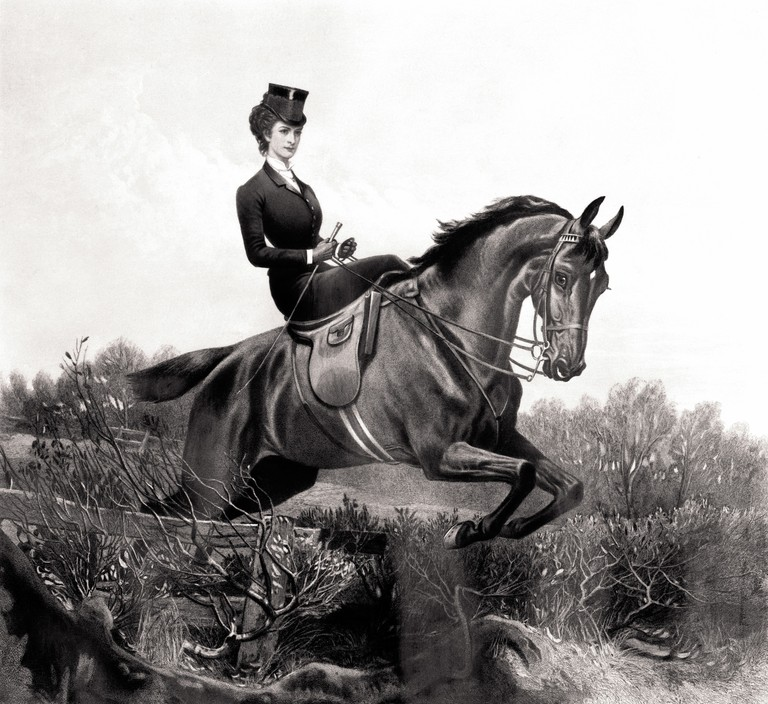
Kaiserin Elisabeth beim Hürdenritt

Elisabeth war von Jugend an eine ausgezeichnete und waghalsige Reiterin, die sämtliche Disziplinen im Damensattel beherrschte. Sie ritt ihre Pferde alle selbst. In Wien trainierte sie regelmäßig Dressur in der Spanischen Hofreitschule, in Ungarn folgten ausgedehnte, schnelle Geländeritte. In Gödöllő begleitete sie häufig Graf Nikolaus Esterházy bei ihren Ausritten. Auch bei Reitjagden in Ungarn war er ihr bevorzugter Begleiter (Master). 1874 bestritt sie ihre erste Fuchsjagd auf englischem Boden. Zwischen 1876 und 1882 bereiste sie mehrmals England mit umfangreichem Gefolge und einer Anzahl guter Jagdpferde, um in Gesellschaft des berühmten Jagdreiters Bay Middleton an den englischen Fuchsjagden teilzunehmen. 1879 und 1880 ritt sie in Irland nicht nur Fuchs-, sondern auch Hirschjagden.
Elisabeth wurde zu einer der berühmtesten Jagdreiterinnen ihrer Zeit. Noch heute ist sie als solche in England, Ungarn und Irland bekannt. Als Bay Middleton heiratete und sie nicht mehr auf den Jagden begleitete, gab Sisi, auch aufgrund von Rückenproblemen, die Parforcejagden auf, da es ihr ohne Middleton keinen Spaß mehr machte. Sämtliche Pferde wurden verkauft und ihre Ställe in den verschiedenen Ländern aufgegeben. Stattdessen machte sie lange Wanderungen, die bis zu acht Stunden ausgedehnt wurden, zum Leidwesen der Hofdamen, die nun für den Dienst nach Gehfähigkeit ausgewählt wurden. Auch Fechten wurde ein Hobby der inzwischen 44-jährigen Kaiserin, zusätzlich zu der morgendlichen Gymnastik und den Wanderungen.

## Elisabeths Gedichte

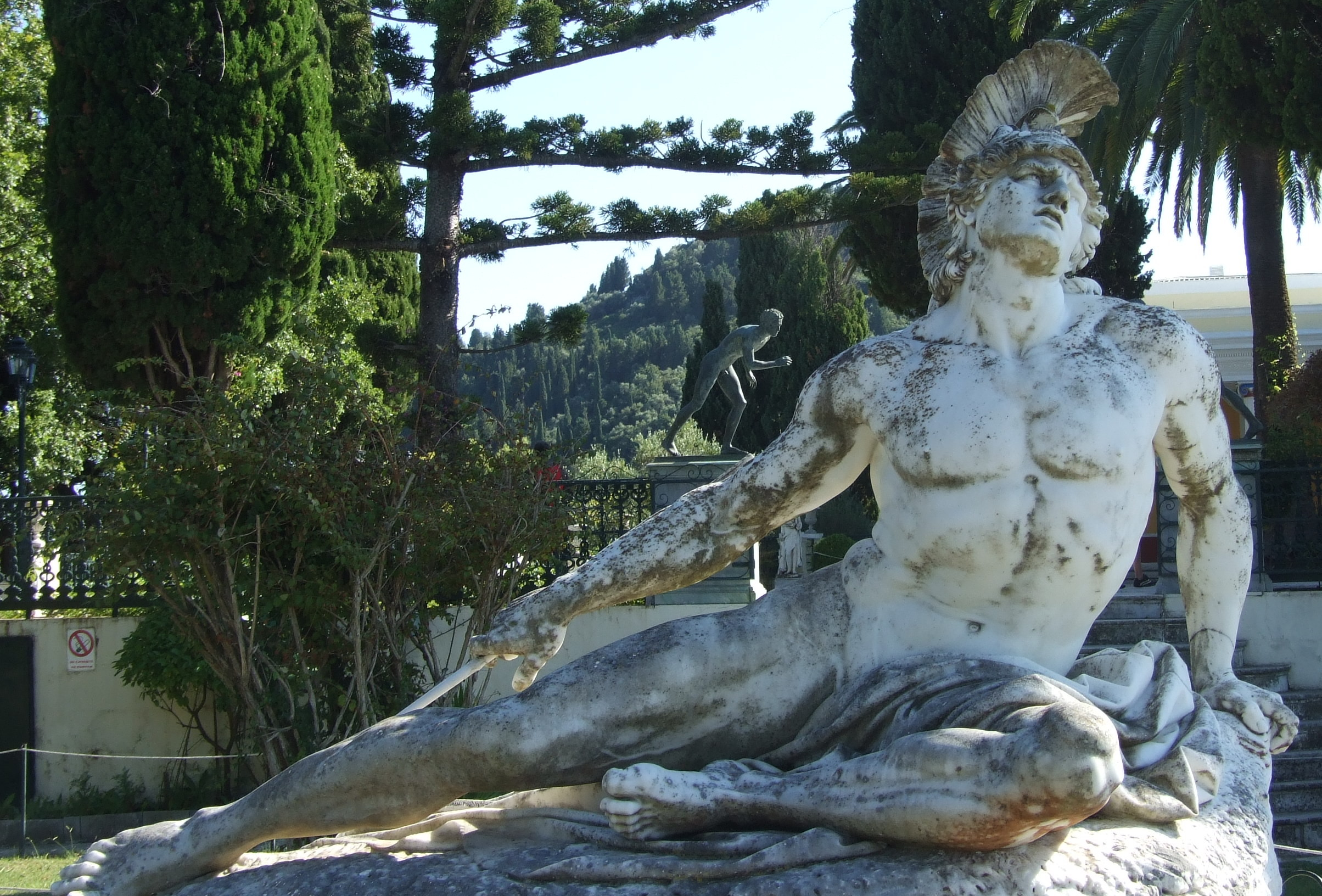
Achill im Park des Achilleion, den Ernst Herter im Auftrag von Sisi schuf.

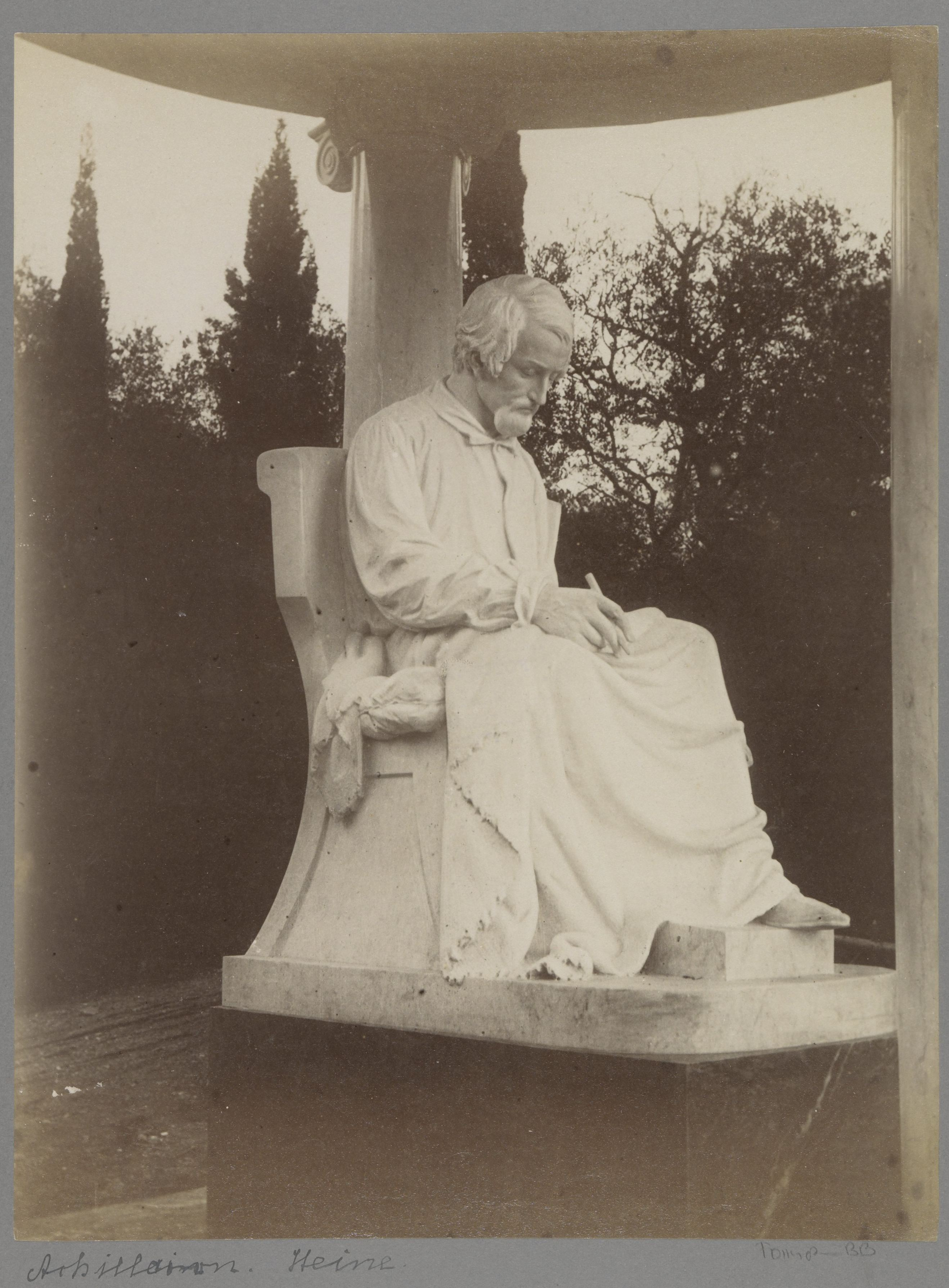
Heine-Denkmal von Louis Hasselriis im Park des Achilleion.

Schon als junges Mädchen dichtete Elisabeth gern. Das älteste Gedicht, das von ihr überliefert ist, stammt aus dem Jahre 1852, als die Herzogin 15 Jahre alt war. Dieses Gedicht tauchte im Mai 2018 in einer Auktion in München im Nachlass einer Hofdame auf, die im Dienste von Königin Marie von Bayern stand, und behandelt Elisabeths Liebe zu ihrer bayerischen Heimat.
Gedichte spielten eine zentrale Rolle in Elisabeths Leben. Als erwachsene Frau verfasste sie ein poetisches Tagebuch. In schlechten Zeiten drückte sie ihre Gefühle in Gedichten aus. Dies empfahlen ihr die rumänische Königin, Prinzessin Elisabeth zu Wied und ihre Lieblingstochter Marie Valerie. Zur rumänischen Königin, die selbst unter einem Pseudonym „Carmen Sylva“ dichtete, hielt die Kaiserin eine freundschaftliche Beziehung. Sie erklärte Elisabeth, Gedichte zu schreiben sei ein guter Blitzableiter.
Elisabeth verehrte den zu dieser Zeit bereits verstorbenen Dichter Heinrich Heine (1797–1856) und orientierte sich an seiner Art, Gedichte zu schreiben. Die Verehrung ging über die übliche Liebe einer Literaturfreundin weit hinaus. Sie kannte lange Passagen von Heine auswendig und beschäftigte sich auch intensiv mit dem Leben des Dichters, den sie sowohl literarisch als auch als kritischen Geist schätzte. Sie fühlte sich als seine Jüngerin und glaubte, der Meister diktiere ihr die Verse in die Feder. Einmal erzählte sie sogar ihrer Tochter Marie Valerie, Heine sei ihr im Traum erschienen. Heines Werk beeinflusste sie thematisch beispielsweise bei der Schilderung ihrer eigenen Rastlosigkeit und bei der durchaus in manchen ihrer Gedichte anzutreffenden Sozialkritik. In einem Pavillon des Achilleion auf Korfu ließ sie 1891 ein Heine-Denkmal aufstellen, das Louis Hasselriis 1873 geschaffen hat. Kaiser Wilhelm II. ließ nach seinem Erwerb der Villa 1907 die Statue des „sozialistischen“ Dichters entfernen und durch eine „Sissi-Statue“ ersetzen.
Als sie sich, in einer Zeit zunehmender antisemitischer Strömungen, für die Errichtung eines Denkmals für Heinrich Heine in dessen Geburtsstadt Düsseldorf einsetzte, wurde sie, wenn auch ohne direkte Namensnennung, so doch unmissverständlich auf ihre Person zielend, heftig kritisiert. Allen voran in der Presse durch Edouard Drumont und Georg von Schönerer, die dem Nationalismus und dem Völkischen zugetan waren. Aber sie verehrte auch die Ilias von Homer, was ihre Leidenschaft für das antike Griechenland und Achill erklärt. Das Dichten wurde für Elisabeth mit der Zeit zur Therapie.

## Schönheitskult der Kaiserin

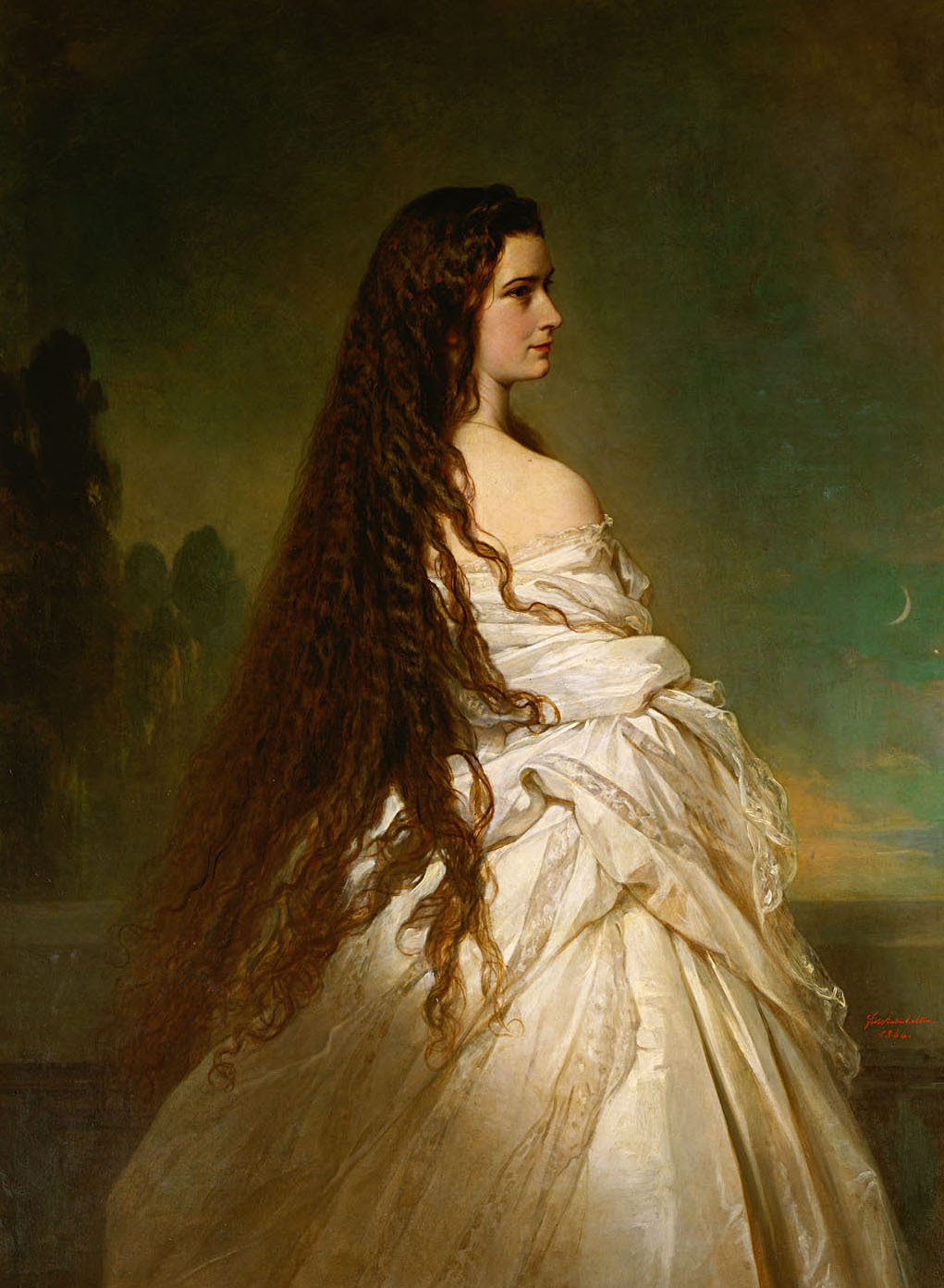
Kaiserin Elisabeth, Gemälde von Winterhalter. Die Existenz der zwei sogenannten „intimen“ Porträts war bis zum Ende der Monarchie öffentlich nicht bekannt, da sie im Arbeitszimmer des Kaisers hingen und nur für dessen Augen bestimmt waren.

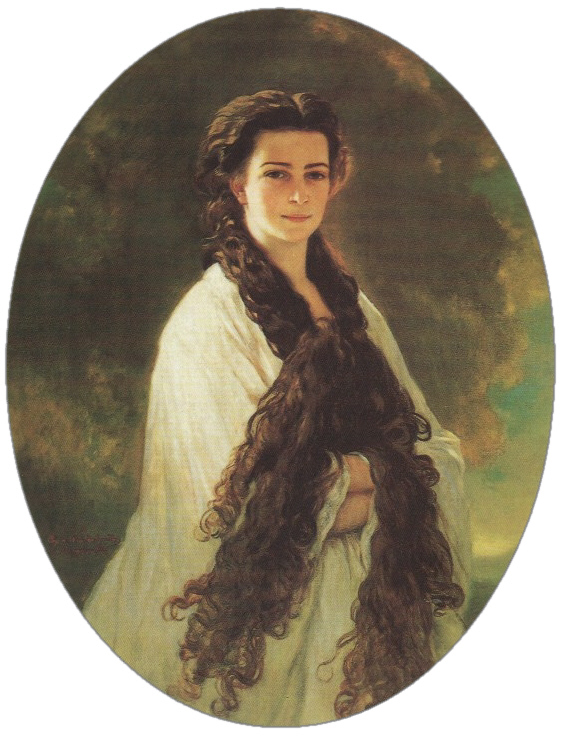
Dieses zweite Porträt der Kaiserin von Winterhalter war des Kaisers Lieblingsporträt und befand sich gegenüber seinem Arbeitsschreibtisch (1864).

Männer und Frauen ihrer Zeit schwärmten von der Schönheit Elisabeths, waren aber ebenso angezogen von ihrer Anmut, Ausstrahlung und der geheimnisvollen Aura, die die Kaiserin umgeben haben soll. Elisabeth galt als eine der schönsten Frauen ihrer Zeit und war sich dessen durchaus bewusst. Ihre Schönheitspflege nahm einen Großteil ihres Tagesablaufes ein. Besonders stolz war Elisabeth auf ihr dichtes Haar.
Ihrer Zeit voraus verfolgte sie einen regelrechten Körperkult, trieb viel Sport und achtete sehr auf ihre Figur. Durch strenge Diäten und enge Korsetts brachte sie ihre Wespentaille (46 cm) in Form und wurde zu einer modischen Ikone. Im Gegensatz zu anderen Frauen ihrer Zeit lehnte Elisabeth starke Schminke oder Parfum strikt ab. Sie legte großen Wert auf Natürlichkeit. Nur ihre Haarpracht wurde mit Duftessenzen besprüht.

### Haarkult
Die Meisterin, die sich um das kaiserliche Haar kümmerte, hieß Fanny Angerer und war Friseurin am Wiener Burgtheater. Dort waren der Kaiserin die phantasievollen Frisuren der Schauspielerinnen aufgefallen, und sie hatte die Friseurin kurzerhand abgeworben. Angerer war auch die Schöpferin der kaiserlichen Haarkrone, der sogenannten „Steckbrieffrisur“, die von Elisabeths Schwestern und an anderen europäischen Höfen kopiert wurde.
Das Waschen der Haare dauerte meist einen ganzen Tag und geschah etwa alle drei Wochen mit immer neuen Essenzen (bevorzugt Cognac und Ei). Elisabeth konnte jähzornig werden, wenn die Friseurin ihr einen Kamm mit „toten“ (ausgefallenen) Haaren zeigte. Deshalb ließ die Haarkünstlerin an der Innenseite der Schürze ein Klebeband anbringen, um ausgefallene Haare dort zu verstecken. Aufgrund der starken äußerlichen Ähnlichkeit der beiden Frauen nutzte die Kaiserin ihre Friseurin – insbesondere im Ausland – gelegentlich als Double.
Elisabeth erhielt anlässlich ihrer Hochzeit Diamantsterne als Haarschmuck, die sie einzeln oder als Diadem zusammengesteckt tragen konnte. Die Sterne hatten acht oder zehn Zacken und waren etwa 3,5 cm groß, gewölbt und üppig mit großen Diamanten besetzt, einige mit Perlen. Sie wurden in verschiedenen Schmuck- und Juwelierateliers hergestellt, unter anderem vom Hofjuwelier Alexander Emanuel Köchert. Das auf dem Porträt von Winterhalter abgebildete Set bestand aus insgesamt 27 Sternen.
Ein zehnzackiger Stern mit einer Mabé-Perle in der Mitte wurde 1998 von Gerald Blanchard gestohlen und tauchte 2007 nach der Festnahme des Diebs in Kanada wieder auf. Das Schmuckstück kam 2008 zurück nach Wien und ist seit 2010 als ständiges Exponat im Sisi-Museum zu sehen.

### Zahnpflege
Elisabeth gab große Geldsummen für die Erhaltung und Pflege ihrer Zähne aus. Der Zahnarzt Raimund Günther (1833–1913) war ab 1867 Hofzahnarzt und wurde 1890 zum Edlen von Kronmyrth geadelt. Er besuchte die Kaiserin von Österreich in regelmäßigen Abständen. Einige seiner Rechnungen sind im Österreichischen Staatsarchiv erhalten. Ebenso behandelte er Sisis jüngste Tochter Erzherzogin Marie Valerie. Die Kaiserin bezog von Raimund Günther diverse Produkte zur Zahnpflege und Zahnreinigung, wie Zahnbürsten und Zahnpulver.
Ebenso ließ sie sich vier Jahre lang vom US-amerikanischen Prominentenzahnarzt Levi Spear Burridge (1829–1887) behandeln, wie auch durch den Hofzahnarzt Otto Zsigmondy (1829–1899). Es kursierte zwar das Gerücht, die Kaiserin trüge eine Zahnprothese, jedoch findet sich in ihrem Obduktionsbericht vom 11. September 1898 der Eintrag Bonne dentition (franz.: Gutes Gebiss), der dies widerlegt.

### Diät

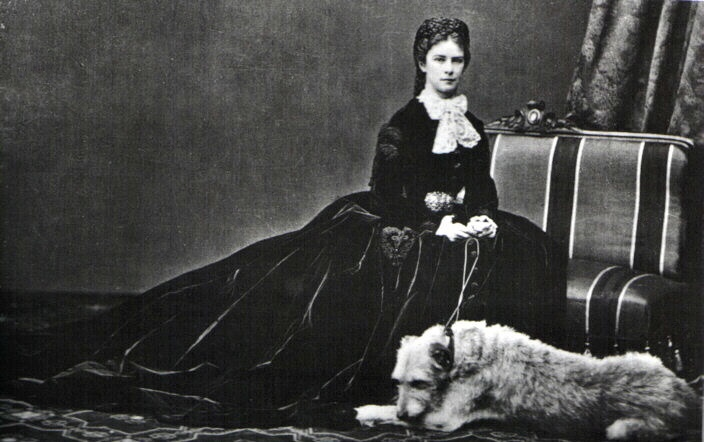
Kaiserin Elisabeth mit ihrem Wolfshund, Fotografie von Rabending um 1869

Kaiserin Elisabeth aß wenig. Mit Orangen-, Eier- und Milch-Diät, gesalzenem rohem Eiklar statt eines Mittagessens und hin und wieder einem Veilcheneis hielt sie ihr Körpergewicht konstant. Sie ließ sich aus gepresstem Kalbfleischsaft Brühe kochen. Ihr Gewicht wurde dreimal täglich kontrolliert und in eine Liste eingetragen. Bei einer Körpergröße von 172 cm hatte sie 50 kg praktisch nie überschritten, war also zeit ihres erwachsenen Lebens mit einem BMI unter 17 untergewichtig.
Auch der Umfang von Taille, Schenkeln und Waden wurde genau gemessen. Während ihres Jagdaufenthaltes in England 1878 ließ die Kaiserin ihrer besten Freundin Ida Ferenczy über ihre Hofdame Marie Festetics in einem Brief vom 30. Januar ausrichten, „dass sie jetzt riesigen Appetit hat und derart viel isst, dass sie wie ein Boa constrictor am Sofa liegt“. Infolge der Fastenkuren traten Hungerödeme auf. Um die Jugend ihres Gesichtes zu erhalten, legte sie sich über Nacht gepresstes Rindfleisch auf ihr Gesicht. Das war zu dieser Zeit nichts Ungewöhnliches; viele Frauen griffen damals zu diesen Maßnahmen.
Aufgrund der Diäten und ihrer Vorliebe für Sport wird behauptet, dass Elisabeth an Magersucht gelitten habe. Berichte, nach denen Elisabeth gern gegessen haben soll, vor allem Süßigkeiten, die sie beim k. u. k. Hoflieferanten Demel oder beim Café Sacher bestellte, und deftige Speisen bevorzugte, können als fragwürdig gelten, da Elisabeth diese Speisen selten zu sich genommen haben soll und anschließend stundenlang wanderte und Gymnastik machte. Zu den Zeiten, in denen sie fast jegliche Nahrungsaufnahme verweigerte, zeigten sich auch Anzeichen von Depressionen. Dies wird besonders für die ersten Ehejahre und die Jahre nach dem Suizid ihres Sohnes angenommen.

### Turnen
Um ihre Figur zu erhalten und wegen ihrer inneren Unruhe unternahm sie zeitweise täglich lange Wanderungen in schnellem Tempo, bei denen ihre Hofdamen kaum mithalten konnten. Außerdem gab es in jedem ihrer Domizile Turnzimmer mit verschiedenen Geräten, mit Ringen, Reck und Hantel. In den Räumlichkeiten der Wiener Hofburg sind die Turngeräte heute noch zu besichtigen.

### Kuraufenthalte
Elisabeth verbrachte zahlreiche Kuraufenthalte in den bekanntesten europäischen Kurorten. Beispielsweise weilte die Kaiserin sechsmal zur Kur in Bad Gastein (in den Jahren 1886 bis 1893) und sechsmal im bayerischen Staatsbad Bad Kissingen oder im Staatsbad Bad Brückenau. Das erste Mal kam sie schon 1862 als 24-Jährige am 2. Juni 1862 nach Bad Kissingen, dann weitere drei Male im Juni 1863, im Juni 1864 (im Jahr der sogenannten „Kaiserkur“) und im Juli 1865. Die beiden letzten Kuraufenthalte waren im Mai 1897 und schließlich kurz vor ihrer Ermordung im April 1898. Beim letzten Mal wohnte sie in der Villa Monbijou am Altenberg. Bei allen Kuraufenthalten nutzte sie das Pseudonym „Gräfin von Hohenems“, obwohl ihre wahre Identität im Kurort bekannt war. Das Pseudonym diente ihr als Inkognito, um dem offiziellen Protokoll entfliehen und als private Person auftreten zu können.
Bei ihrer Ankunft im Jahr 1862 wurde die Kaiserin begleitet von Generalmajor Alfred Graf von Königsegg-Aulendorf (1817–1898) und seiner Ehefrau Pauline, Obersthofmeisterin der Kaiserin, Hofrat und Obermedizinalrat Dr. Heinrich Fischer (1814–1874) und von ihrer Hofdame Caroline Gräfin von Hunyady (1836–1907), der Tochter des Ersten Obersthofmeisters Josef Graf von Hunyady, sowie von Hoffräuleins, Hausoffizieren und Dienerschaft aus Wien (25 Personen). Sie logierte damals im Hotel Carl von Hess, dem heutigen Kaiserhof Victoria, an der Kurpromenade.
Bei ihrem Kuraufenthalt 1864 begleiteten sie des Kaisers Generaladjutant Franz Graf Folliot de Crenneville, Generalmajor Alfred Graf von Königsegg-Aulendorf und seine Ehefrau Pauline, Obersthofmeister Prinz Constantin zu Hohenlohe-Schillingsfürst, Sisis Schwester Fürstin Helene von Thurn und Taxis, Caroline Gräfin von Hunyady, Kammerfrauen, Hausoffiziere und Dienerschaft aus Wien (49 Personen). Das Kaiserpaar logierte wieder im Hotel Carl von Hess. Ihr Bad Kissinger Kurarzt war Alfred Sotier, dem sie dermaßen vertraute, dass sie sich dessen Rezepturen in andere Kurorte für dortige Apotheker zuschicken ließ.

## Elisabeths Hofdamen
Die folgende Liste enthält Frauen im Dienste der Kaiserin, jeweils chronologisch aufgelistet nach Geburtsjahr. Die Liste erhebt keinen Anspruch auf Vollständigkeit.
Hofdamen
- Sophie Esterházy-Liechtenstein (1798–1869), Obersthofmeisterin
- Pauline von Königsegg (1830–1912), Obersthofmeisterin ab 1862
- Gabrielle Pálffy (1833–1914)
- Karoline Gräfin Hunyady (1836–1907)
- Marie Festetics (1839–1923)
- Leontine von Wenckheim (1841–1921)
- Julia Erdődy (1847–1901)
- Charlotte von Majláth (1856–1928)
- Irma Sztáray (1864–1940)
- Janka Mikes (1866–1930)
- Therese von Fürstenberg (* ?, † ?)
- Helene Sophie von Thurn und Taxis (* 1836, † 1901)
- Mathilde zu Windisch-Graetz (* ?, † ?)

Vorleserin
- Ida Ferenczy (1839–1928)

Persönliche Frisörin und Vertraute
- Franziska Feifalik (1842–1911)

## Rezeption

### Filme und Serien
Der erste Film über Elisabeth war ein Stummfilm (Kaiserin Elisabeth von Österreich). Er wurde 1920 von dem Regisseur Rolf Raffé an Originalschauplätzen gedreht und kam 1921 in die Lichtspielhäuser. Hauptdarstellerin war Carla Nelsen. Am Drehbuch sowie bei der Erwirkung der Drehgenehmigungen war auch Gräfin Marie Louise von Larisch-Wallersee beteiligt, die damals bereits 62 Jahre alt war, aber gleichwohl ihre eigene Rolle spielte, obwohl die Darstellerin ihrer Tante Elisabeth im Film entsprechend den historischen Tatsachen erst 23 Jahre alt war. Ein Szenenfoto aus diesem Film – Elisabeth auf dem Totenbett – wurde jahrzehntelang von der Österreichischen Staatsdruckerei als Ansichtskarte vervielfältigt und verkauft und vom Porträtarchiv der Nationalbibliothek als Original für Biographien weitergegeben. Erst 1979 deckte die Autorin Brigitte Sokop (Jene Gräfin Larisch … Vertraute der Kaiserin – Verfemte nach Mayerling. Böhlau 1985, 4. Aufl. 2006) diesen Irrtum auf.
1931 erschien der Film Elisabeth von Österreich mit Lil Dagover in der Titelrolle. In anderen frühen Filmen der 1920er und 1930er Jahre war Elisabeth aber meist eine Nebenfigur, als Frau von Kaiser Franz Joseph oder als Mutter von Kronprinz Rudolf.
Die erste filmische Bearbeitung des Singspiels übernahm Josef von Sternberg, der Regie bei dem Streifen The King Steps Out von 1936 führte. Die populäre Opernsängerin Grace Moore spielte die Hauptrolle der Cissy. Der Film war leidlich erfolgreich, blieb jedoch bis zur Trilogie aus den 1950ern eher die Ausnahme, da er die Kaiserin als jung und lebenslustig darstellte.
Jean Cocteau nahm sich der dunklen Seiten ihres Charakters in seinem Stück L’Aigle aux deux Têtes (dt. Der Doppeladler) an. Als Ende der 1940er Jahre Pläne zur Verfilmung anstanden, war Greta Garbo für die Hauptrolle vorgesehen. Die Produktion war schon relativ weit fortgeschritten, als am Ende das Geld ausging.
Im deutschsprachigen Raum ist das Bild der Kaiserin Elisabeth geprägt durch die Filme der Sissi-Trilogie mit Romy Schneider in der Hauptrolle, 1955, 1956 und 1957. Ein Zusammenschnitt aller drei Filme wurde unter dem Titel Forever My Love 1962 in den englischsprachigen Verleih gebracht, die Resonanz war insgesamt verhalten.
Als einzige kongeniale Freundin des Märchenkönigs Ludwig II. wurde Elisabeth 1955 durch die Schauspielerin Ruth Leuwerik in Helmut Käutners Monumentalfilm Ludwig II. – Glanz und Ende eines Königs dargestellt. Ebenfalls im Jahr 1955 war in einer Nebenrolle des Films Königswalzer in Gestalt von Linda Geiser eine noch unverheiratete Sisi zu sehen.
Im Fernsehfilm Elisabeth Kaiserin von Österreich (1972) wurde Kaiserin Elisabeth von Marisa Mell gespielt.
1973 trat Romy Schneider noch einmal als Kaiserin Elisabeth in Ludwig II. von Luchino Visconti auf. Dort entwirft sie das realistischere Bild einer kapriziösen, distanzierten Elisabeth, die mit der „Sissi“ aus den 1950er Jahren nichts mehr gemein hatte.
Etwas am Rande trat Elisabeth in mehreren Filmen auf, die das Schicksal ihres Sohnes Kronprinz Rudolf in den Mittelpunkt stellten. In dem Film Mayerling von 1936 wurde sie von Gabrielle Dorziat verkörpert, in dem gleichnamigen Film von 1968 von Ava Gardner. In Kronprinz Rudolfs letzte Liebe von 1956 spielte wieder Lil Dagover die vergrämte Kaiserin, im österreichisch-ungarischen Fernsehzweiteiler Der Kronprinz (1989) Mijou Kovacs, in der Fernsehproduktion Kronprinz Rudolf (2006) Sandra Ceccarelli.
Eine satirische Auseinandersetzung mit der Kultfigur Sissi sind unter anderem die Filme Sissi – Beuteljahre einer Kaiserin von Walter Bockmayer aus dem Jahre 1989 und die Filmsatire Sisi und der Kaiserkuß aus dem Jahre 1991, in der Vanessa Wagner die Rolle der Kaiserin übernahm. 1998 wurde die Serie Prinzessin Sissi erstmals im deutschen Fernsehen ausgestrahlt. Sie zeigt die Geschichte der Sisi auf eine stark veränderte Weise, für Kinder aufbereitet und mit Happy End.
2007 kam Lissi und der wilde Kaiser von Michael „Bully“ Herbig in die Kinos, der laut seinem Schöpfer eine Hommage an die Sissi-Filme sein soll.
2009 drehte der österreichische Regisseur Xaver Schwarzenberger einen neuen Film mit dem Titel Sisi mit Cristiana Capotondi in der Titelrolle. 2012 kam der Film Sisi … und ich erzähle euch die Wahrheit in die Kinos. 2018 erfolgte die Erstausstrahlung der italienischen Zeichentrickserie „Sissi, die junge Kaiserin“ in Deutschland.
2021 entstand für RTL/TVNOW die Serie Sisi mit Dominique Devenport in der Titelrolle und Jannik Schümann als Franz Josef. Ebenfalls 2021 startete Netflix die Serie Die Kaiserin mit Devrim Lingnau und Philip Froissant als jungem Kaiserpaar. Unter der Regie von Marie Kreutzer entstand im selben Jahr der Kinofilm Corsage mit Vicky Krieps als Elisabeth. Mit Sisi & Ich (2023) entstand ein weiterer Kinofilm von Frauke Finsterwalder, in dem das Leben der Monarchin (dargestellt von Susanne Wolff) aus der Sicht ihrer Hofdame Irma Sztáray (Sandra Hüller) erzählt wird.

### Dokumentarfilme
- Terra X: Sisi – Mythos einer Märchenprinzessin. 45 Min. Drehbuch: Luise Wagner-Roos. Deutschland 2008.[47]
- Sisi und der Anarchist – Das Attentat auf die Kaiserin (Alternativtitel: Die letzten Stunden einer Kaiserin – Elisabeth und die Anarchisten). 44 Min. Drehbuch: Anna Maria Sigmund. Österreich 2018.[48]
- Sisi – Allüren und Zwänge einer Kaiserin. 45 Min. Drehbuch und Regie: Christian Papke. Österreich 2019.[49]
- Sissi – Die Getriebene. 52 Min. Drehbuch und Regie: Stefan Ludwig. Österreich 2019.[50]
- Sisis Kinderjahre – Von Possenhofen nach Wien und in die Ewigkeit. 45 Min. Drehbuch: Stefan Wolner. Österreich 2021.[51]
- Sisis Erben – Die Kinder der Kaiserin Elisabeth. 52 Min. Arte, 2022[52]

### Operette
Am 23. Dezember 1932 wurde am Theater an der Wien in Wien die singspielhafte Operette Sissy von Fritz Kreisler nach einem Libretto der Brüder Ernst und Hubert Marischka uraufgeführt.

### Musical
Seit 1992 wurde das Musical Elisabeth von Michael Kunze und Sylvester Levay unter der Regie von Harry Kupfer in Wien (Theater an der Wien) und anderen europäischen Städten sowie in Japan und Korea aufgeführt.
2012 feiert das Musical sein 20-jähriges Bühnenjubiläum. Ab 5. September 2012 brachten die Vereinigten Bühnen Wien die Originalproduktion in einer Jubiläumsfassung im Wiener Raimundtheater auf die Bühne.
2008 wurde Sissi. Das Musical von George Amade (Musik) und Jean Müller (Text) in Nanjing uraufgeführt. Die Europapremiere folgte 2012 im Kleinen Festspielhaus in Salzburg.

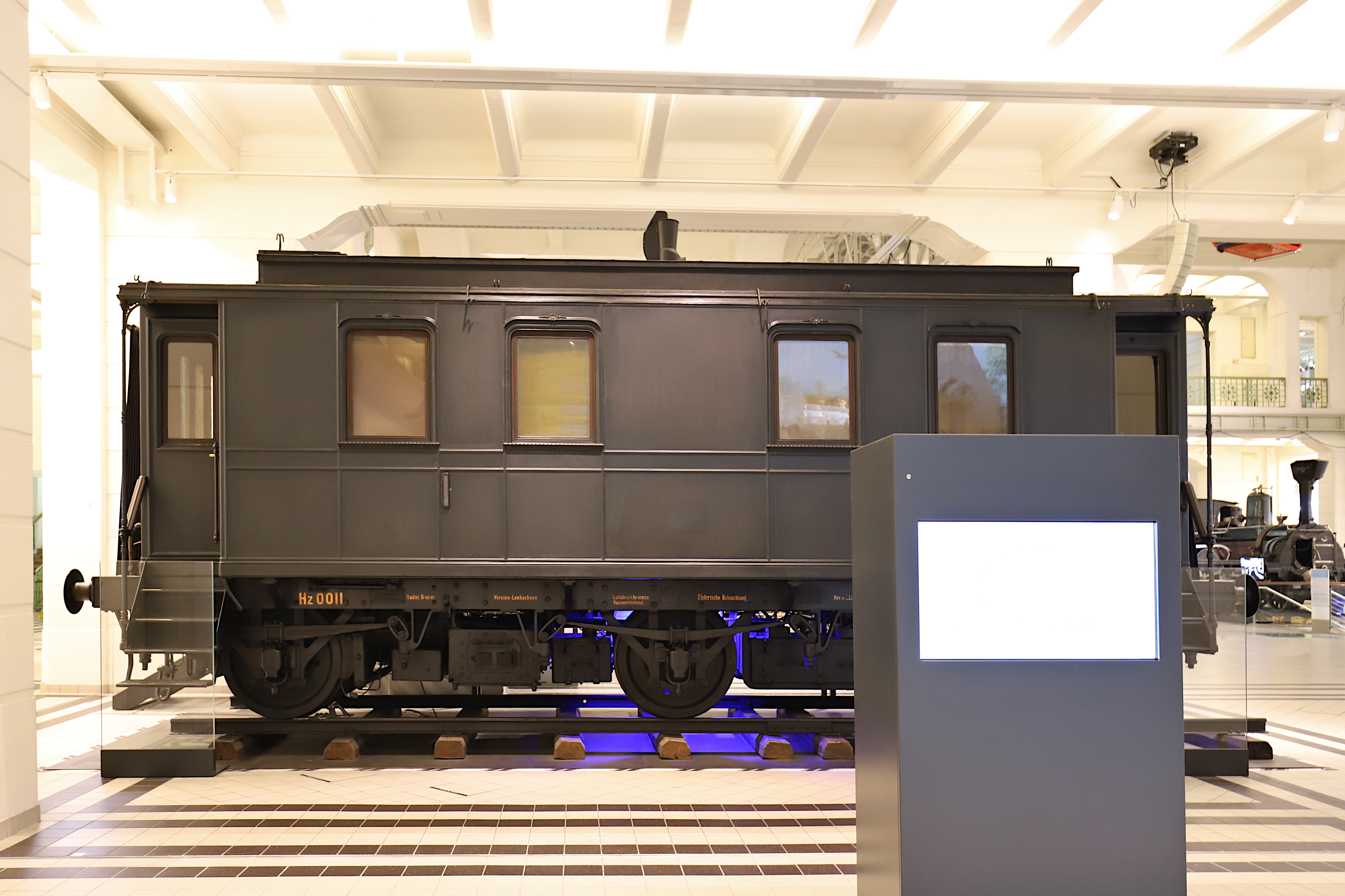
Salonwagen der Kaiserin

### Theater
Im April 2025 wurde der Monolog Elisabeth! von Mareike Fallwickl mit Stefanie Reinsperger am Burgtheater uraufgeführt.

### Technisches Museum Wien
Im Jahre 1873 wurden speziell für die Kaiserin von der renommierten Prager Firma Ringhoffer ein Hofsalonwagen (Hz 0010) und ein Schlafwagen (Hz 0011) gebaut. Nach dem Tod der Kaiserin wurden diese Wagen aus Pietätsgründen vorerst nicht mehr im k.u.k Hofzug eingesetzt und im Hofzugdepot am Wiener Westbahnhof hinterstellt. Der Hofsalonwagen wurde bis 1912 von Elisabeths Tochter Marie Valerie genutzt und anschließend versteigert.
Der Schlafwagen wurde dem k. k. historischen Museum der Österreichischen Eisenbahnen übergeben und blieb so bis heute erhalten. Er ist komplett mit Inneneinrichtung und Ausstattung im Technischen Museum Wien im Original zu sehen.

### Sisi-Museum in Wien

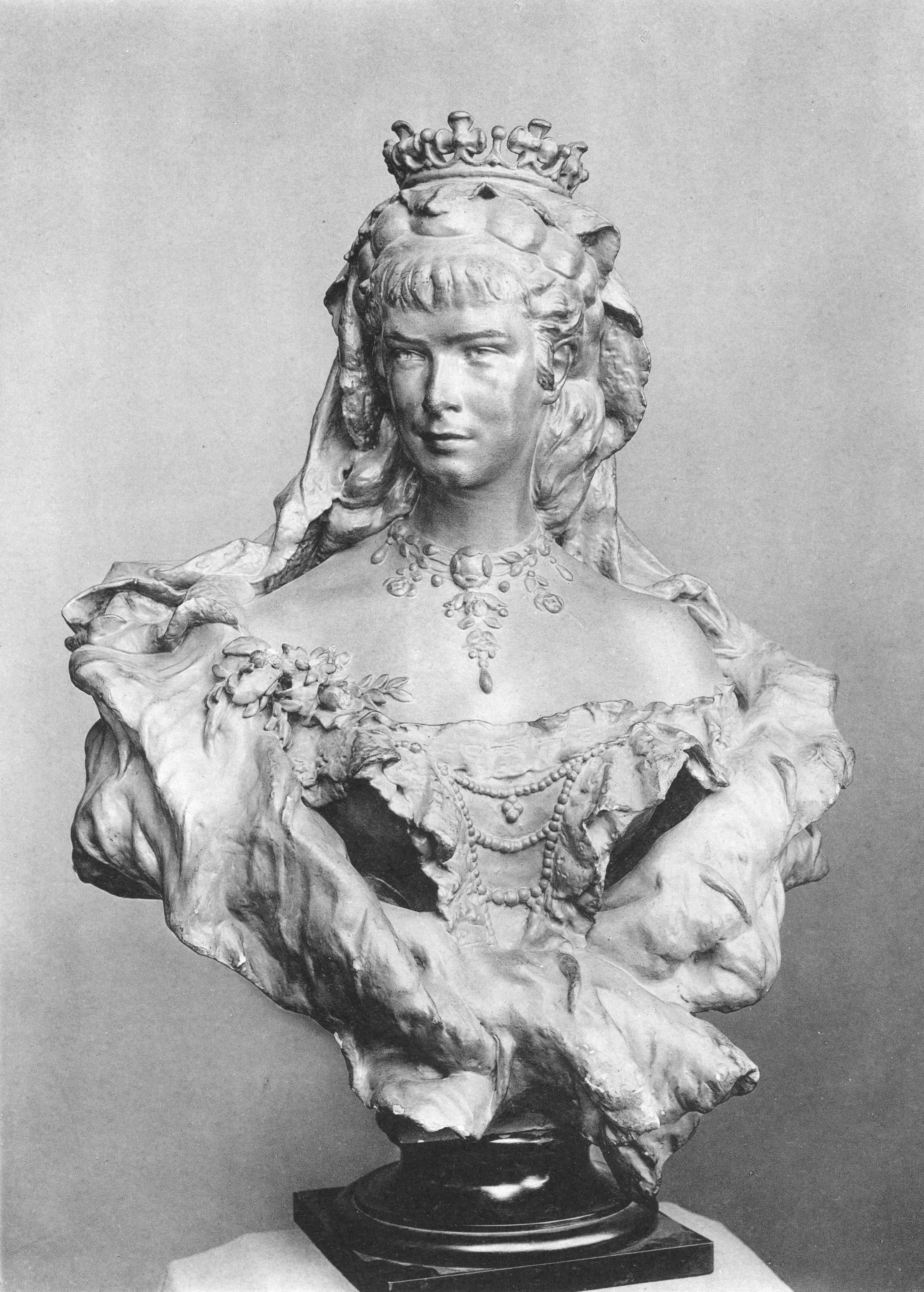
Büste von Elisabeth, Viktor Tilgner

In der Wiener Hofburg befindet sich das von der Schloß Schönbrunn Kultur- und Betriebsgesellschaft m.b.H. verwaltete Sisi-Museum. Es umfasst neben der Dauerausstellung über Elisabeth auch die Kaiserappartements und die Silberkammer. Damit gehört es zu den meistbesuchten Stätten österreichischer Geschichte. Der Eingang befindet sich in der Kuppelhalle des Michaelertraktes, die Räumlichkeiten befinden sich im Reichskanzleitrakt der ehemaligen Winterresidenz der Habsburger.
Gezeigt wurde bis vor kurzem auch die dreieckige Feile, mit der Elisabeth 1898 von dem Anarchisten Luigi Lucheni ermordet wurde. Diese befindet sich heute im Josephinum, dem Institut für die Geschichte der Medizin der Universität Wien. Neben vielen persönlichen Dingen wie ihrer Waage, einem der berühmten Haarsterne, Bildern aus einem ihrer „Schönheitenalben“ und ihrem Diätjournal ist auch eine Nachbildung ihres kaiserlichen Salonwagens zu besichtigen.

### Kaiservilla in Bad Ischl
Die Villa in Ischl wurde von der Kaisermutter Sophie erworben und dem Ehepaar zur Hochzeit geschenkt. Sie ließ an die Villa zwei Flügel anbauen, so dass das Gebäude heute noch einen Grundriss wie ein E besitzt. In Ischl residierte das Kaiserpaar im Sommer, gewöhnlich in den Monaten Juli und August. Kaiser Franz Joseph regierte von dort Österreich-Ungarn und ging seiner liebsten Beschäftigung, der Jagd, nach. Die Kaiserin besuchte die Solebäder der Stadt. Die Kaiservilla Bad Ischl ist immer noch im Besitz der Familie Salvator von Habsburg-Lothringen und heute öffentlich zugänglich. Ein Denkmal erinnert an die Kaiserin. Eine Führung durch die Arbeits- und Wohnräume des Kaiserpaares ist möglich.

### Sisi-Ausstellung in Unterwittelsbach
Im Wasserschloss Unterwittelsbach („Sisi-Schloss“), dem ehemaligen Jagdschloss des Max in Bayern, in Unterwittelsbach bei Aichach im Raum Augsburg, findet zwischen Mai und November eine Sisi-Ausstellung mit jährlich wechselnden Themen statt.

### Sisi-Museum in Possenhofen
In Possenhofen am Starnberger See, Bayern gibt es ein kleines Sisi-Museum, das in den Sommermonaten geöffnet ist. Schloss Possenhofen, in dem Sisi aufgewachsen ist, befindet sich in Privatbesitz und kann nur von außen besichtigt werden.

### K.u.k. Museum Bad Egart
Auch in Bad Egart hielt sich Elisabeth während ihres Aufenthalts in Meran mehrmals auf. Im dortigen K.u.k. Museum Bad Egart sind zahlreiche persönliche Gegenstände und Andenken an das Kaiserpaar und der Zeit der K.u.k. Monarchie ausgestellt.

### Sonderausstellungen (Auswahl)
- Sisi – Mensch & Majestät (21. März 2020 – 20. November 2020 im Schloss Niederweiden)[58]
- Kaiserlich & inkognito: Sisi in Bad Kissingen (18. Oktober 2023 – 28. April 2024 im Museum Obere Saline)[59]

### Sisi-Pfad der Wagenburg in Wien
Die im Schönbrunner Schlossareal gelegene Wagenburg zeigt in Form einer Dauerausstellung zahlreiche Objekte, die Elisabeths Lebensweg von ihrer Hochzeit bis zu ihrem Tod dokumentieren, etwa ihren Einzugswagen als Braut, die Courschleppe ihres Hochzeitskleides, den goldenen Imperialwagen, den sie bei ihrer Krönung in Budapest verwendete, ihren einzigen erhaltenen Reitsattel, ein schwarzes Hofkleid aus späteren Jahren oder den schwarzen Leichenwagen, mit dem ihr Leichnam zur Kapuzinergruft gefahren wurde.

### Sisi-Testament für Flüchtlinge
Die Kaiserin „(hinterließ) ein Testament […], das bis heute Bedürftige und Verfolgte begünstigt. […] Laut Noel Calhoun (Stellvertretende Leiterin von UNHCR Ukraine) wird das Geld [Scheck in der Höhe von 15.000 Euro] einem bestehenden UNHCR-Programm in der Ukraine zugutekommen, das Flüchtlingen Sprachkurse und Berufsausbildungen ermöglicht, um ihnen zu helfen, ihren Lebensunterhalt zu verdienen.“ Das Geld stammt „aus dem Verkauf eines Tagebuchs, das Sisi in den 1880er Jahren schrieb. Sie zeigte sich der wenig fortschrittlichen Monarchie gegenüber kritisch und ließ das Tagebuch nicht in den österreichischen Archiven verwahren, sondern bei der Schweizer Regierung mit einem Publikationsembargo von 60 Jahren.“ Nach Ablauf der Sperrfrist öffnete der Schweizer Bundespräsident 1951 die verschlossene Kassette. Zum Vorschein kamen Tagebücher und Gedichtbände. Die Bücher brachten die Schweizer Politiker in Verlegenheit. Sie kamen zum Schluss, dass die Texte dem Ruf der verstorbenen Kaiserin schaden könnten. Deshalb wurde auf die Veröffentlichung der Tagebücher und Gedichtbände vorerst verzichtet, bis 1980.
„1980 entschied der Schweizer Bundesrat, dass UNHCR der beste Empfänger für Sisis Erbe sein würde, und in regelmäßigen Abständen erhält das UN Flüchtlingshochkommissariat deshalb die Tantiemen von Sisis Tagebuch, das vom Verlag der Österreichischen Akademie der Wissenschaften veröffentlicht wurde.“
„Sisis Testament ist ‚an eine liebe zukünftige Seele‘ gerichtet und bittet darum, dass der Erlös aus ihrem Tagebuch dem Wohle der politisch Verurteilten und ihrer bedürftigen Verwandten zugutekommt. Sie sagt voraus, dass ‚in 60 Jahren, so wenig wie heute, Glück und Frieden, das heißt Freiheit, auf unserem kleinen Planeten herrschen werden‘“.

## Namensgebungen

### Deutschland
Im Münchner Stadtteil Schwabing, nahe ihrer Geburtsstätte, befinden sich die nach ihr benannte Elisabethstraße und der Elisabethmarkt am Elisabethplatz.

### Österreich

Fotografie der Kaiserin Sisi umrahmt von einer handgemalten Kartusche auf einer Einladung von 1863 zur Generalversammlung des deutschen Eisenbahn-Vereines zu Salzburg und dem Bildnis Franz Joseph I.

In Österreich gibt es heute kaum eine Stadt, in der nicht eine Straße oder ein Platz nach ihr benannt ist. In Wien sind bzw. waren es die Elisabethstraße (1. Bezirk, 1862 benannt), Elisabethgasse (16. Bezirk, 1875 benannt, seit 1894 Teil der Brunnengasse), Elisabethstraße (21. Bezirk, 1896 benannt, ab 1901 Kaiserin-Elisabeth-Gasse, seit 1919 Mengergasse), Elisabethpromenade (9. Bezirk, 1903 benannt, seit 1919 Rossauer Lände), Elisabethpromenade (23. Bezirk, 1908 benannt, 1952 aufgelassen), die Elisenstraße (einer ihrer Spitznamen lautete Elise) im 23. Bezirk, Elisabethallee (12. und 13. Bezirk, 1918 benannt) und Elisabethstraße (13. Bezirk, Benennungsdatum unbekannt, seit 1955 Lainzerbachstraße).
Zu ihrem Gedächtnis wurde in Wien die Elisabethkapelle der Mexikokirche erbaut, finanziert aus den Mitteln einer Spendensammlung des Roten Kreuzes, dessen erste Protektorin sie war.
In Wien wurden auch das Kaiserin-Elisabeth-Spital und das Kaiserin-Elisabeth-Wöchnerinnenheim nach ihr benannt.
Im Volksmund wurde das größte Wiener Polizeigefängnis, das Polizeigebäude Rossauer Lände, „Liesl“ genannt, da es sich an der ehemaligen Kaiserin-Elisabeth-Promenade befindet, die heute Rossauer Lände heißt.
Die Stadt Salzburg benannte 1901 den Stadtteil Froschheim zu Ehren Kaiserin Elisabeths in Elisabeth-Vorstadt um.
Ein Teil der österreichischen Westbahn (Wien–Linz–Salzburg–Zell am See–Wörgl–Innsbruck–Bregenz–Lindau), nämlich die Strecke Wien Westbahnhof–Linz–Wels–Salzburg–Bischofshofen–Zell am See–Saalfelden–Wörgl Hauptbahnhof (zusammen mit dem Streckenteil Wels–Passau), bildet die von den Österreichischen Bundesbahnen betriebene Kaiserin Elisabeth-Bahn. Wiederum ein Teilstück der Kaiserin-Elisabeth-Bahn, nämlich der Streckenteil Salzburg Hbf–Wörgl Hbf, wird nach ihrer zweiten Tochter Giselabahn oder auch Salzburg-Tiroler-Bahn genannt.
Auf dem Hochschneeberg gibt es eine Kaiserin-Elisabeth-Gedächtniskirche, die Kaiser Franz-Joseph erbauen ließ.

### Spanien
Im Palmeral in Elche wurde ihr eine besondere Palme gewidmet, die Kaiserinnenpalme.

### Tschechien
Die Kaiserin-Elisabeth-Brücke über die Elbe zwischen Tetschen und Bodenbach befand sich in Nordböhmen im heutigen Tschechien.

### Ungarn
In der ungarischen Hauptstadt Budapest sind nach ihr unter anderem eine Donau-Brücke (Erzsébet híd), ein Platz (Erzsébet tér), ein Stadtteil (Erzsébetváros), ein Aussichtsturm (Erzsébet-kilátó) und ein Abschnitt der Ringstraße (Erzsébet körút) auf der Pester Seite benannt.
Das erste Elisabeth-Denkmal wurde in Ungarn in einem kleinen Dorf, in Nyirád aufgestellt, wo auch heute die Dorfschule den Namen der Königin trägt: Erzsébet Királyné Általános Iskola.

### Schiffe
Die Donau-Ausflugsschiffe Kaiserin Elisabeth und Sissi sowie der Kreuzer Kaiserin Elisabeth der k.u.k Marine wurden nach ihr benannt, ebenso der Raddampfer Kaiserin Elisabeth des Österreichischen Lloyds und der 1858 vom Stapel gelassene Schaufelraddampfer Elisabeth der Traunseeschifffahrt. Auf dem Bodensee verkehrte neben den Raddampfern Habsburg und Kaiser Franz Joseph auch das Dampfschiff Kaiserin Elisabeth. Alle drei Dampfschiffe wurden nach dem Ende der Monarchie umbenannt und existieren heute nicht mehr. Auf dem Wolfgangsee fuhr bis ins Jahr 2018 die 1873 gebaute Kaiserin Elisabeth, ein ehemaliger Budapester Überfuhr-Schraubendampfer. 

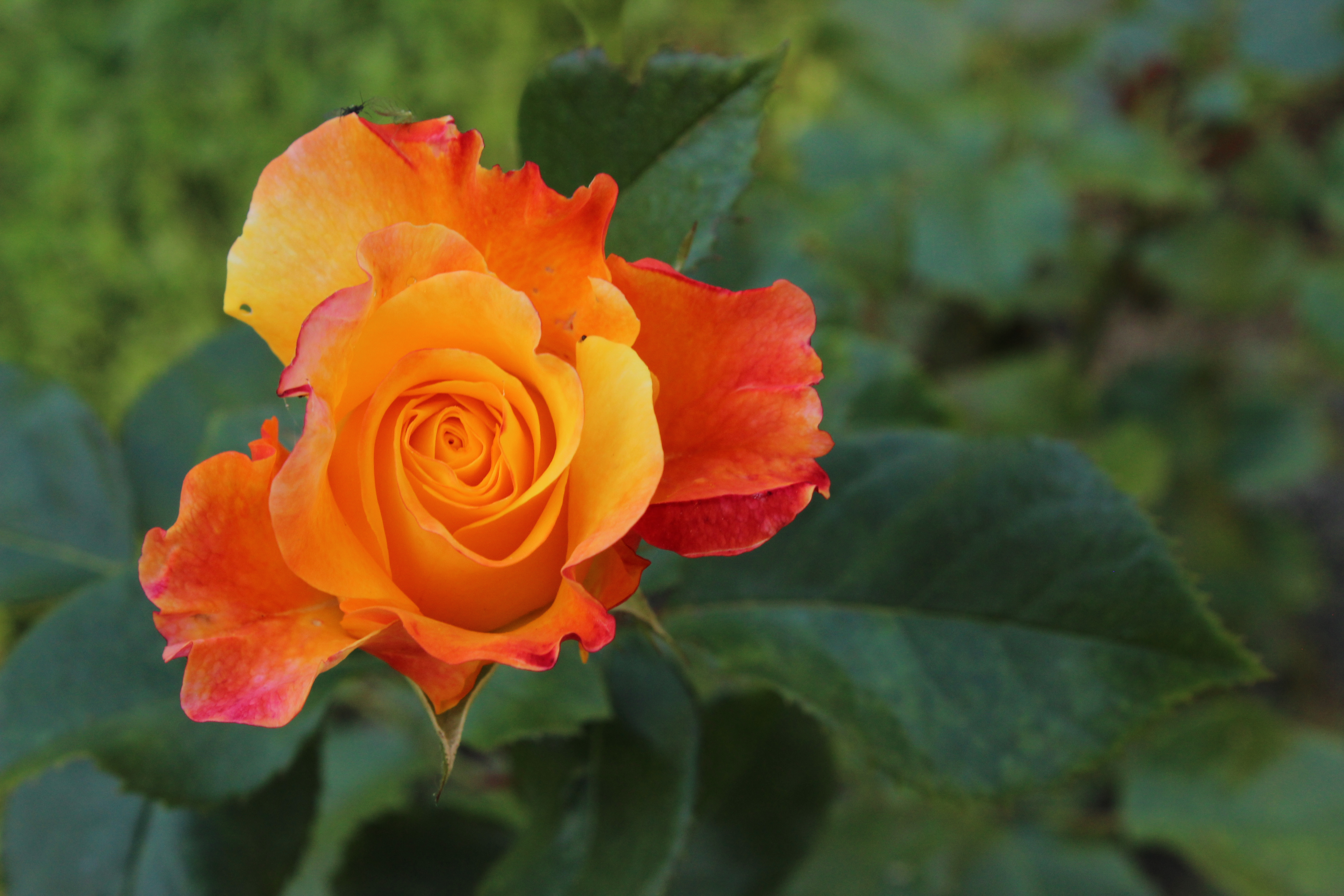
„Kaiserin Elisabeth“ (McGredy 1998) im Rosarium in Baden bei Wien

### Sonstige Namensgebungen
Nach Kaiserin Elisabeth wurde der Asteroid (182) Elsa benannt.
1998 wurde von McGredy eine Floribundarose „Kaiserin Elisabeth“ getauft.
Nach Elisabeth ist auch das umstrittene Sissi-Syndrom benannt.

## Denkmäler
Österreich

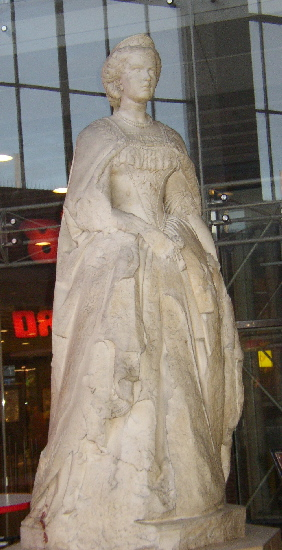
Denkmal am Wiener Westbahnhof
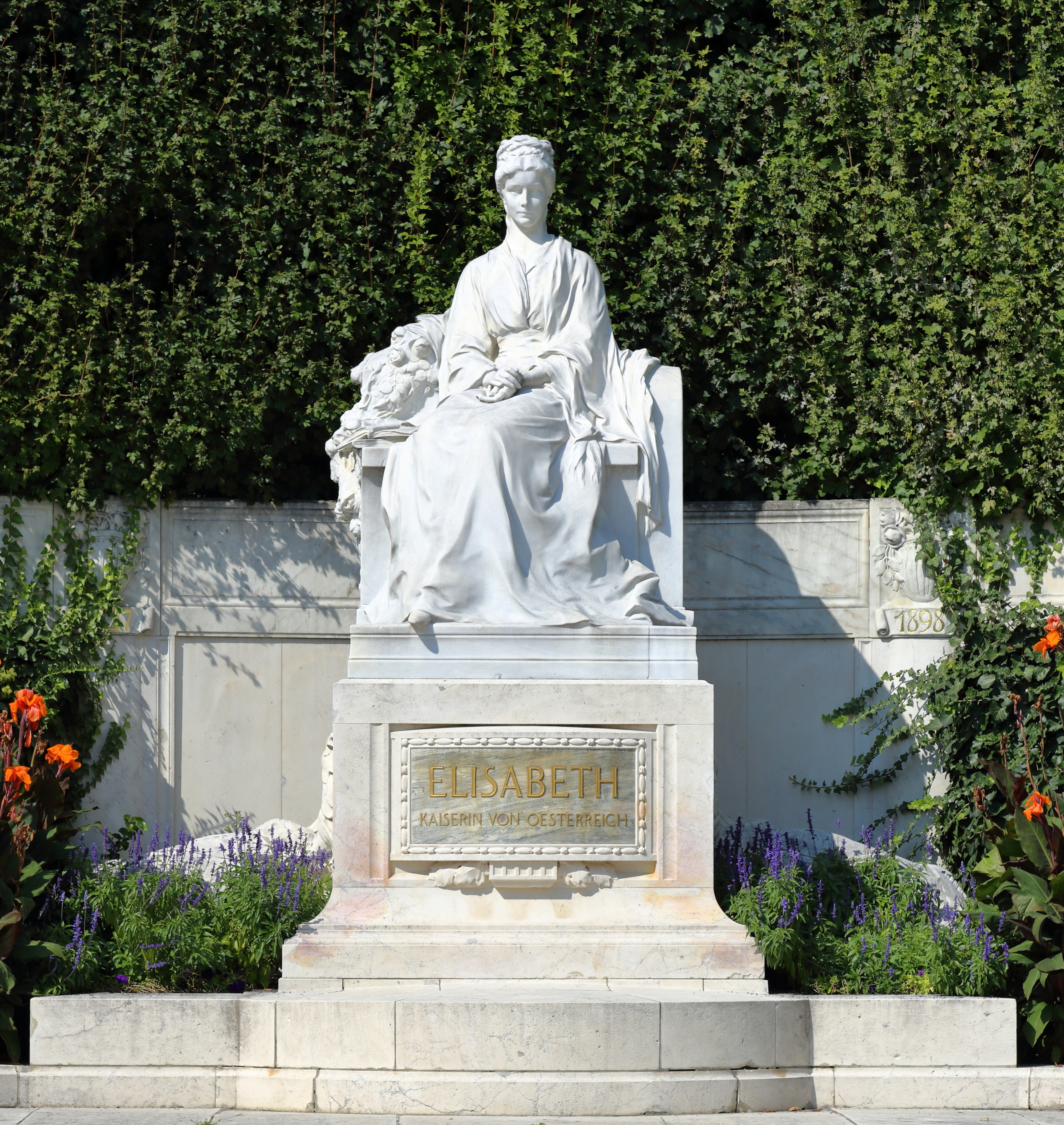
Denkmal im Wiener Volksgarten
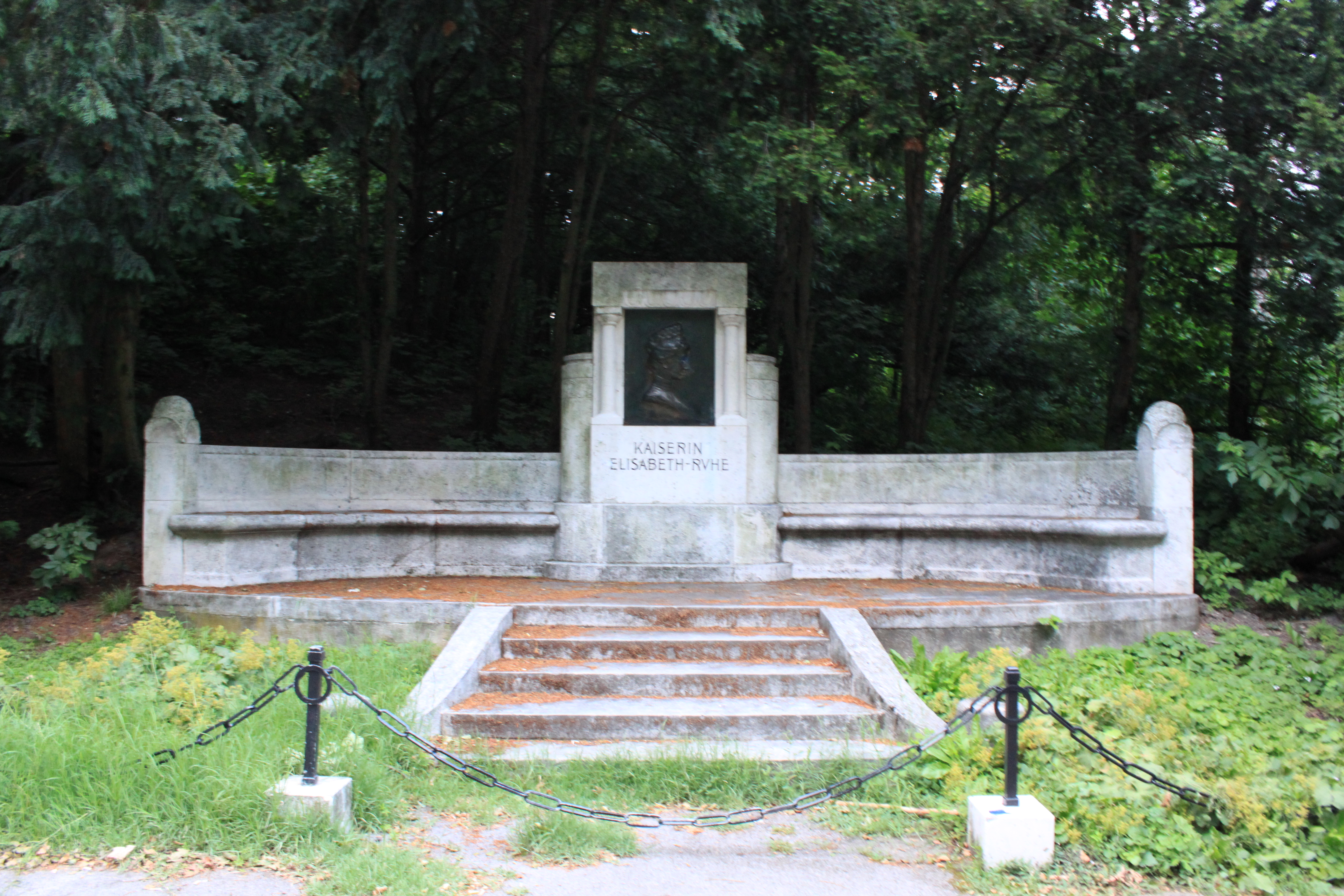
Kaiserin Elisabeth-Ruhe auf dem Wiener Kahlenberg
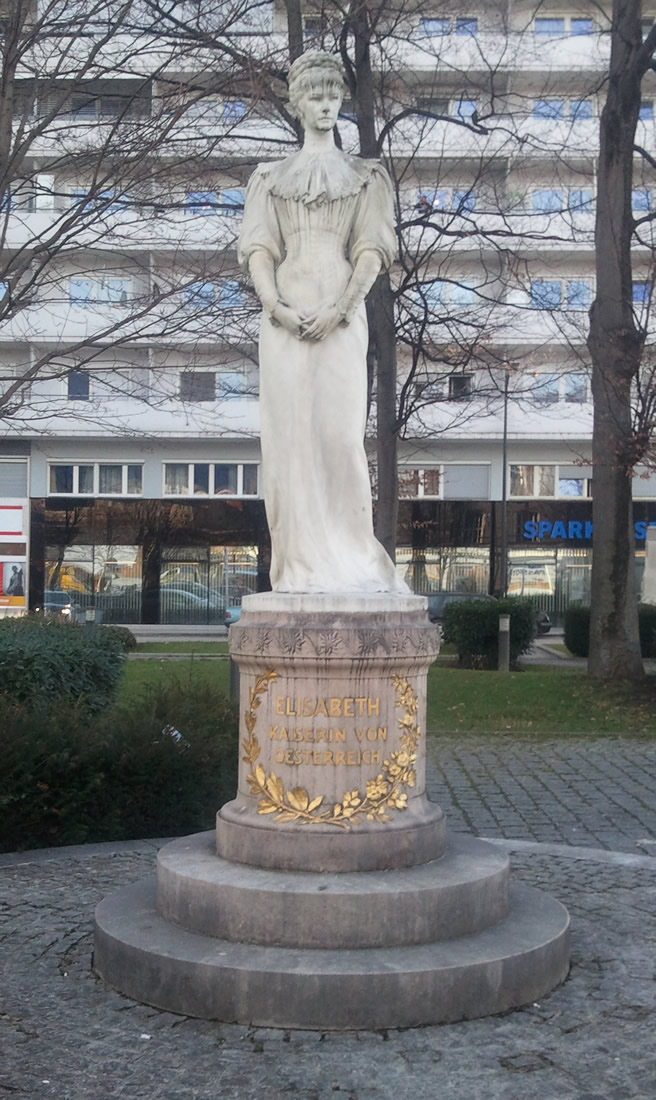
Denkmal in Salzburg Hauptbahnhof
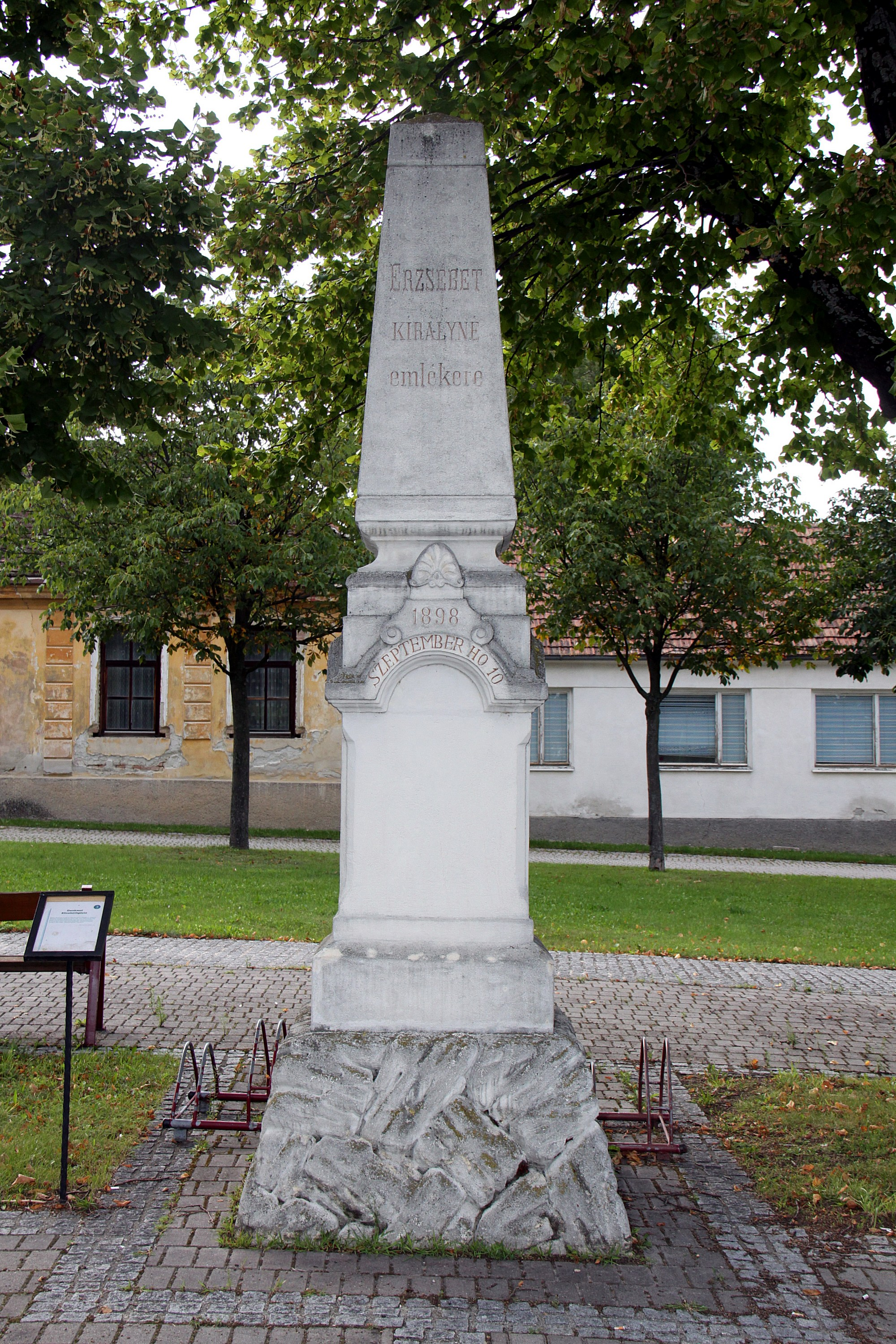
Denkmal in Deutschkreutz / Burgenland

Deutschland

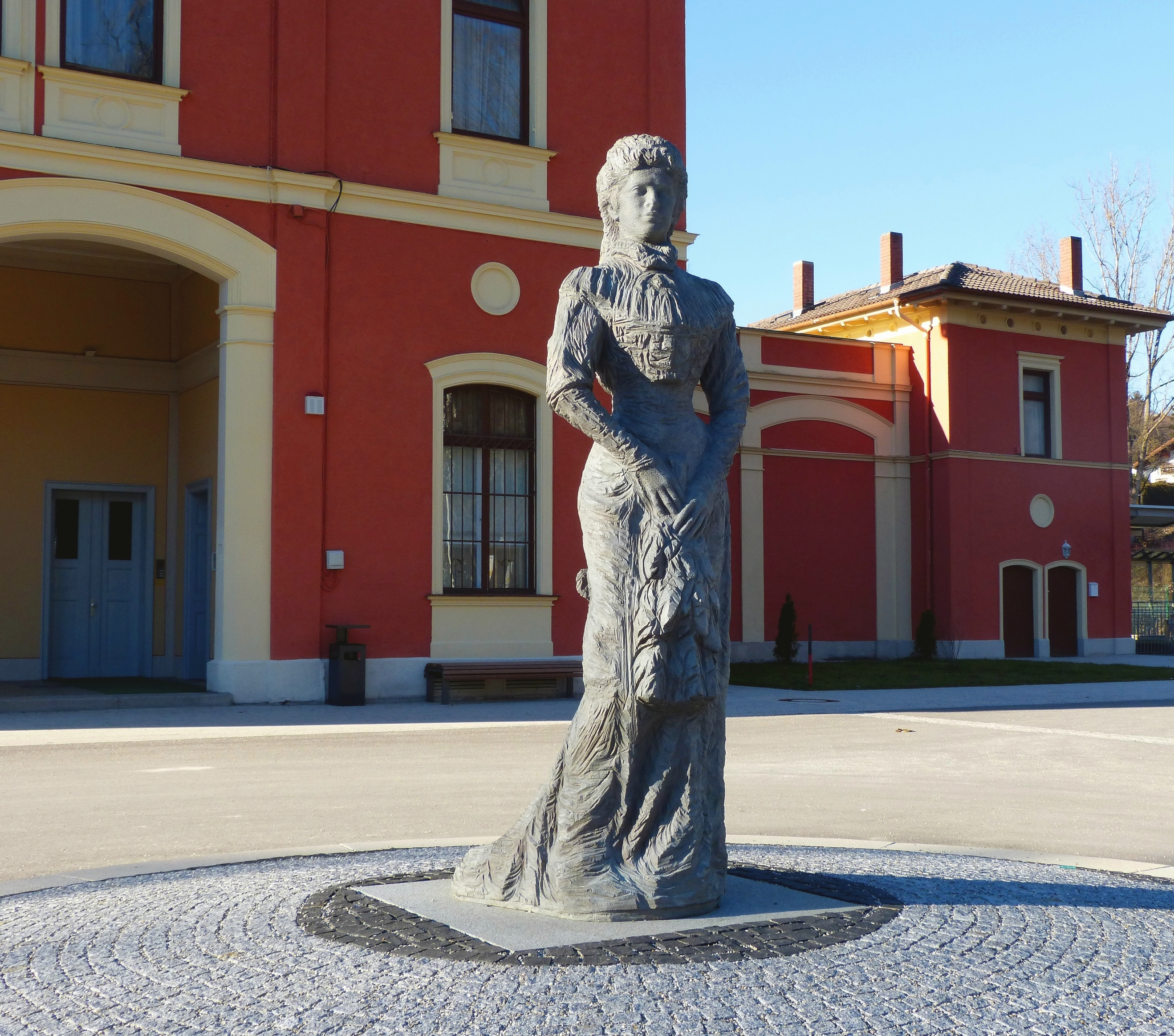
Bronzestatue vor dem historischen Bahnhof Possenhofen, dem Kaiserin Elisabeth Museum
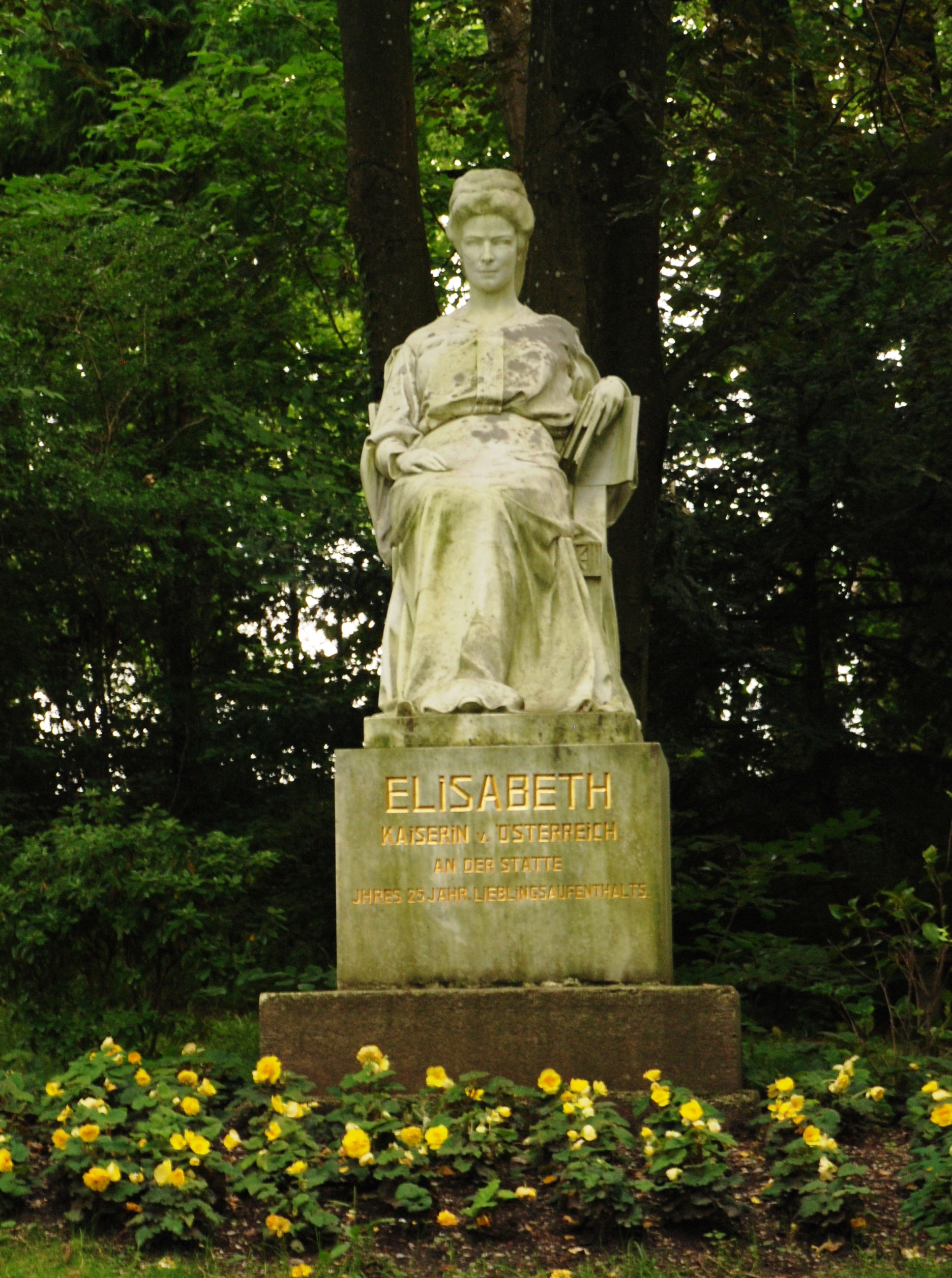
Marmordenkmal im Garten des Hotels Kaiserin Elisabeth in Feldafing
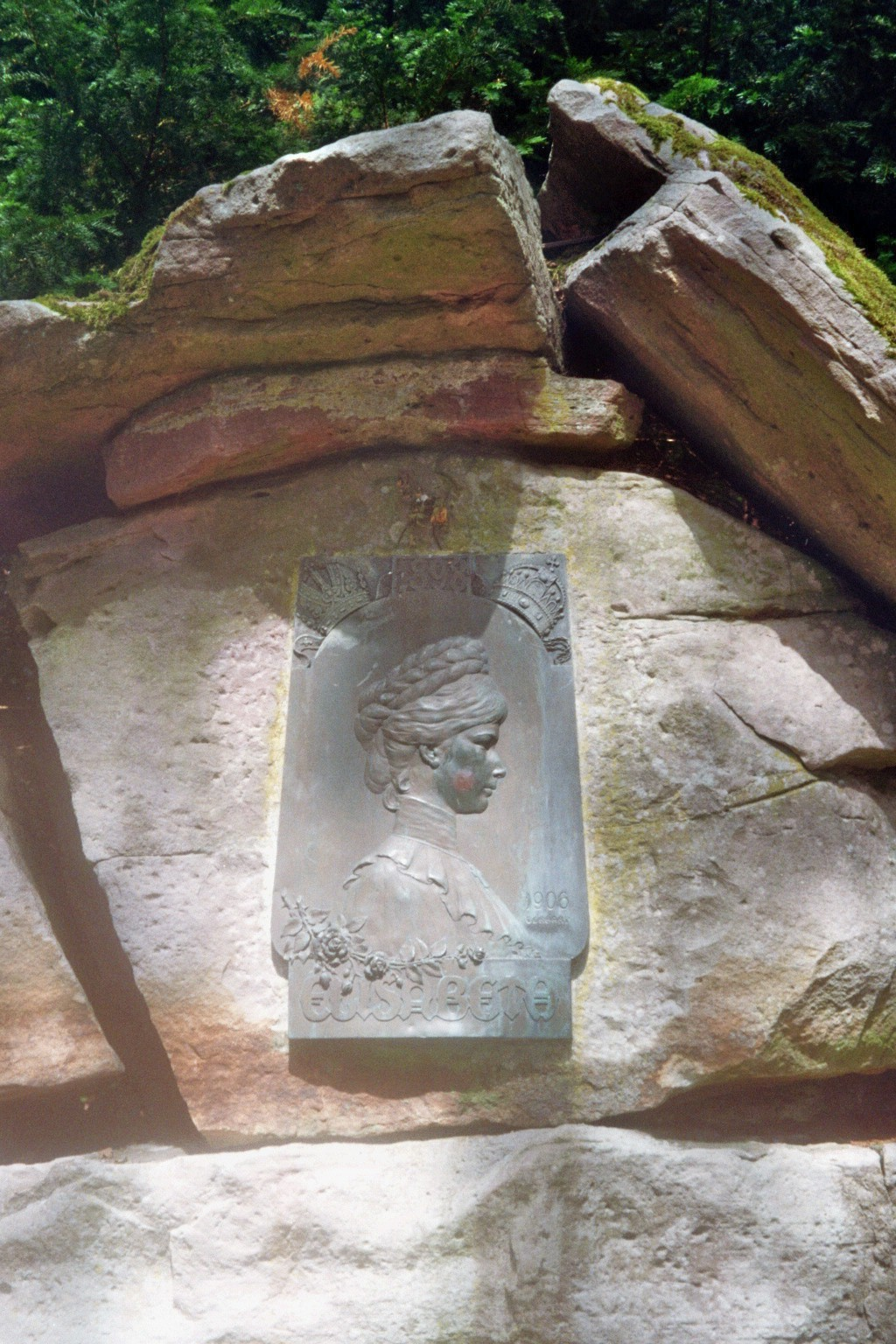
Sisi-Denkmal auf dem Altenberg in Bad Kissingen (Detail)

Ungarn

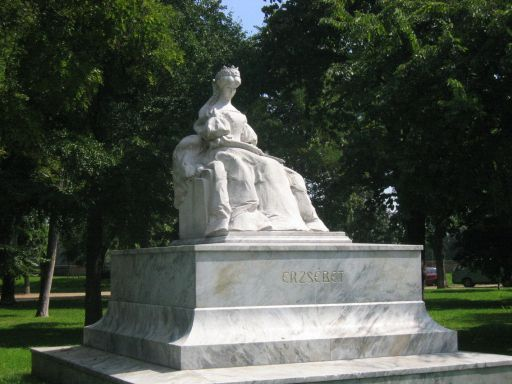
Denkmal in Szeged
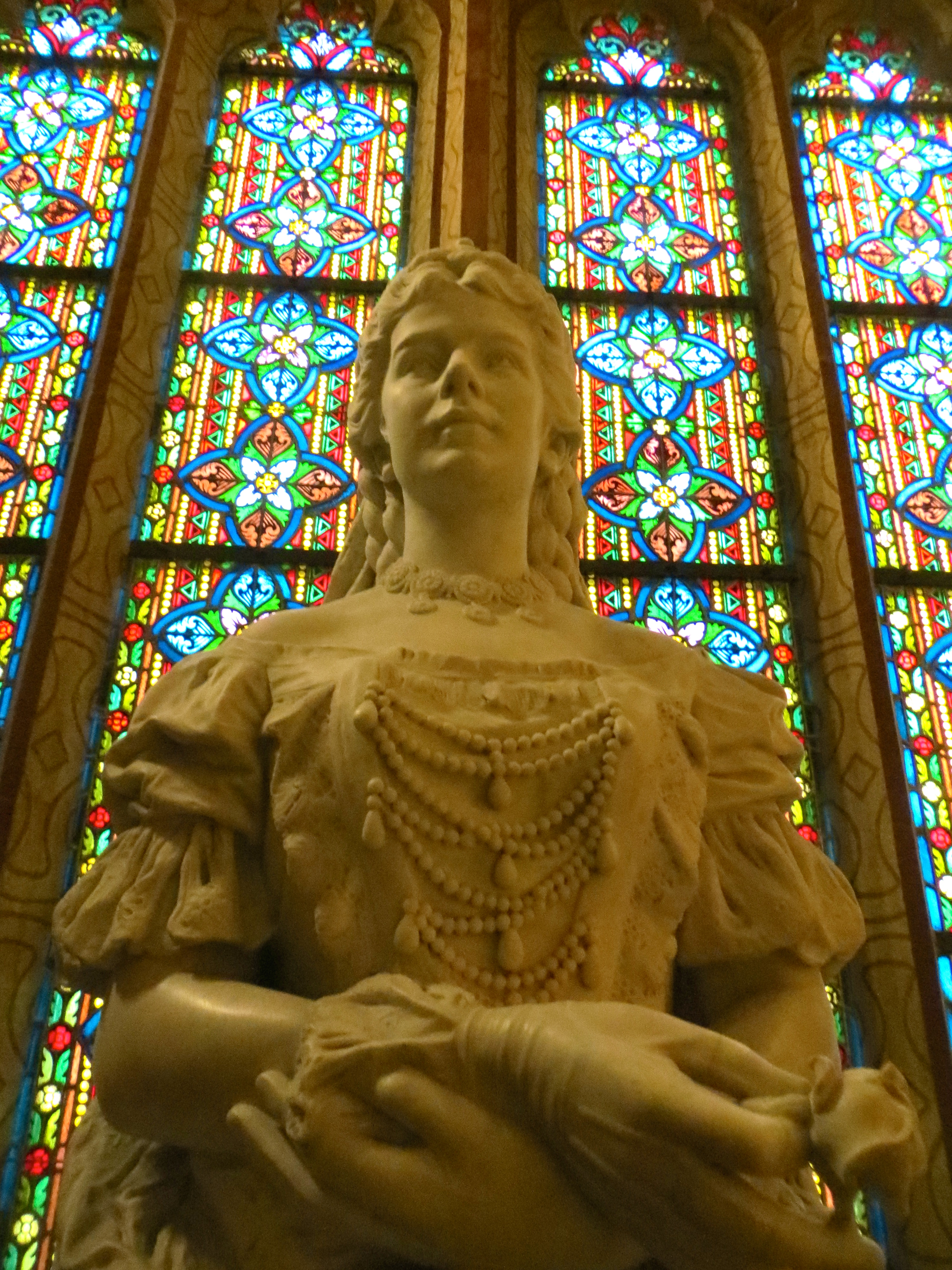
Statue in der Matthiaskirche (Budapest)
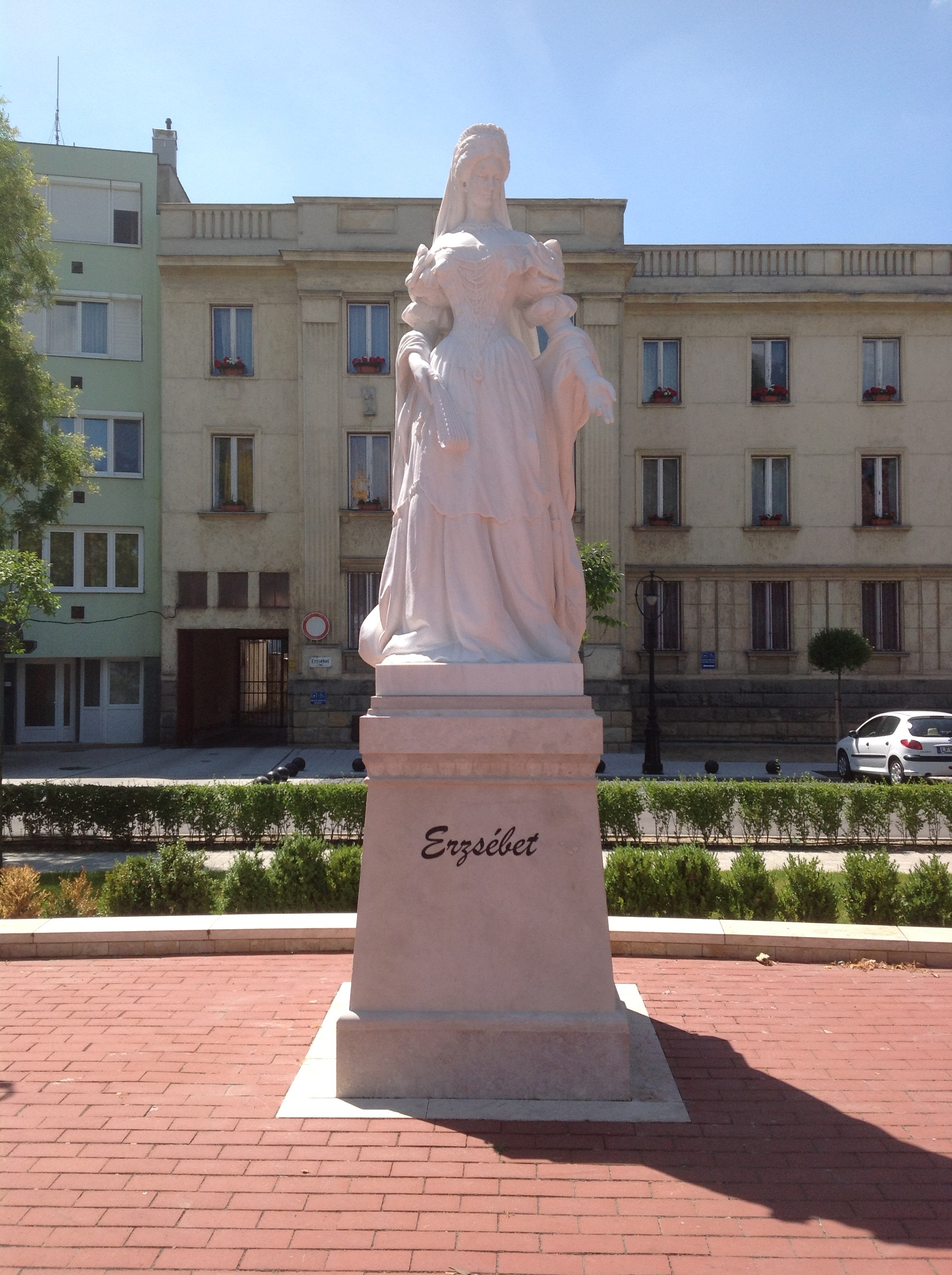
Denkmal in Nagykanizsa
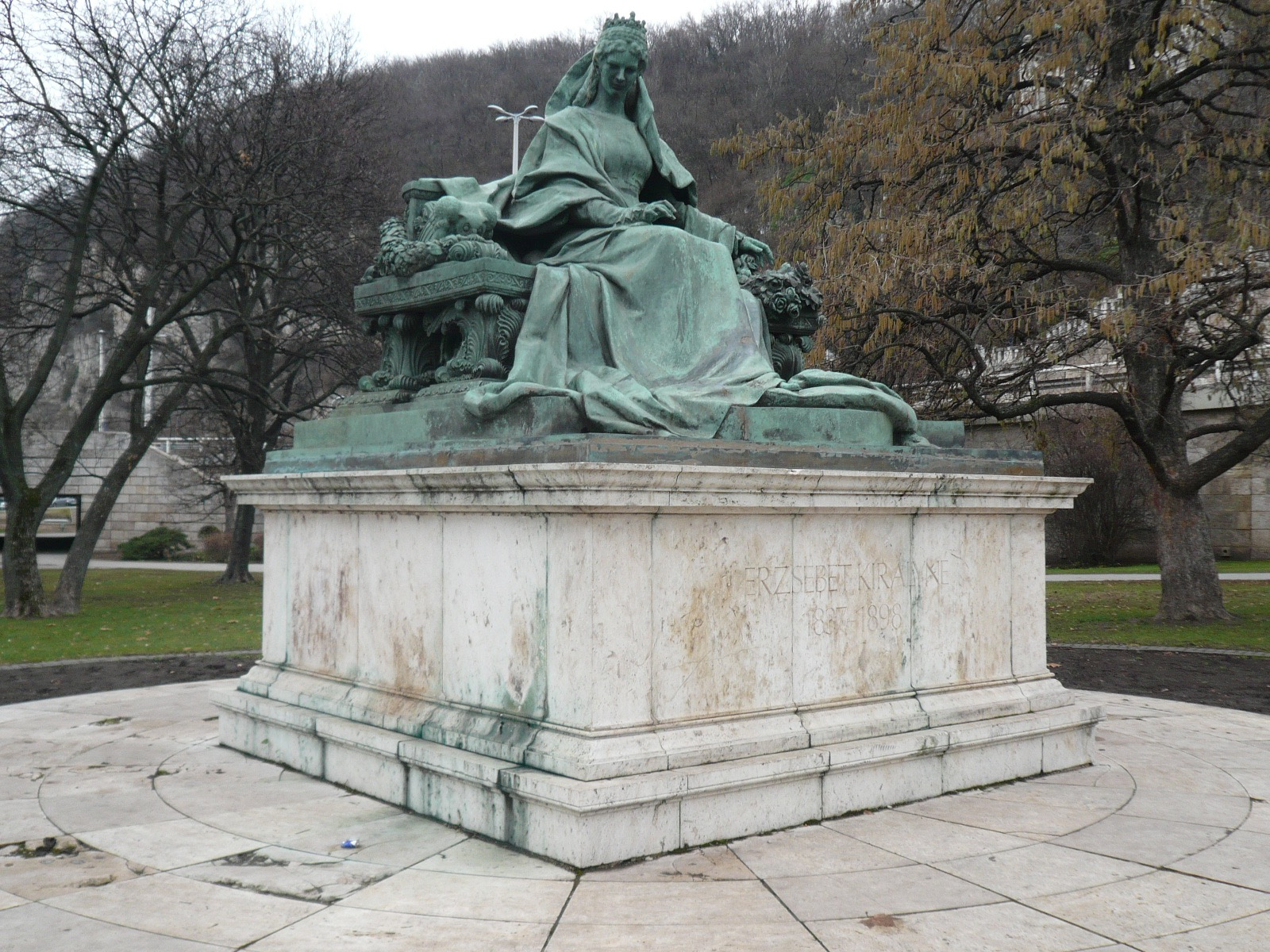
Denkmal in Budapest (unterhalb der Elisabeth-Brücke)
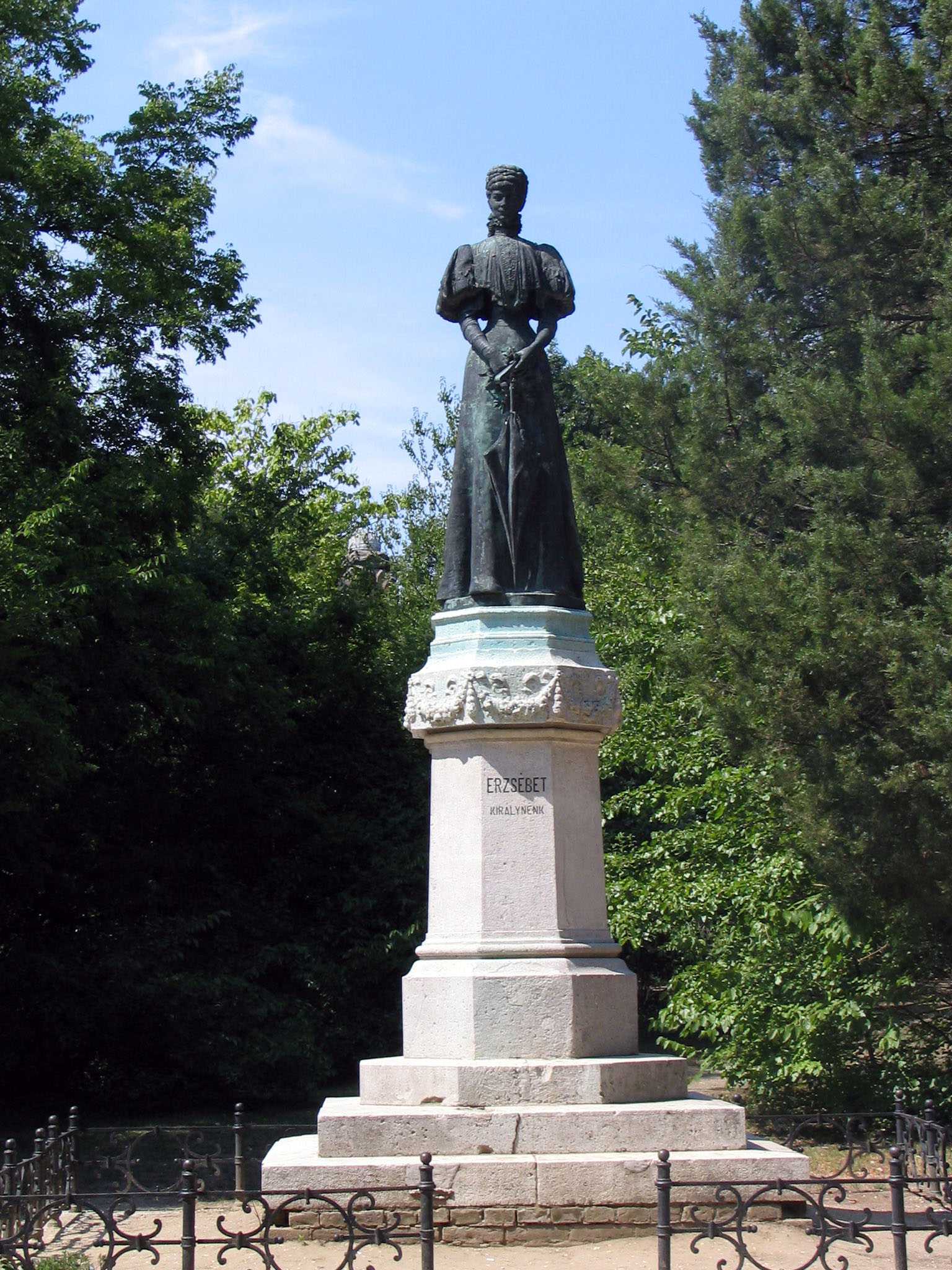
Park Schloss Gödöllő

Andere Länder

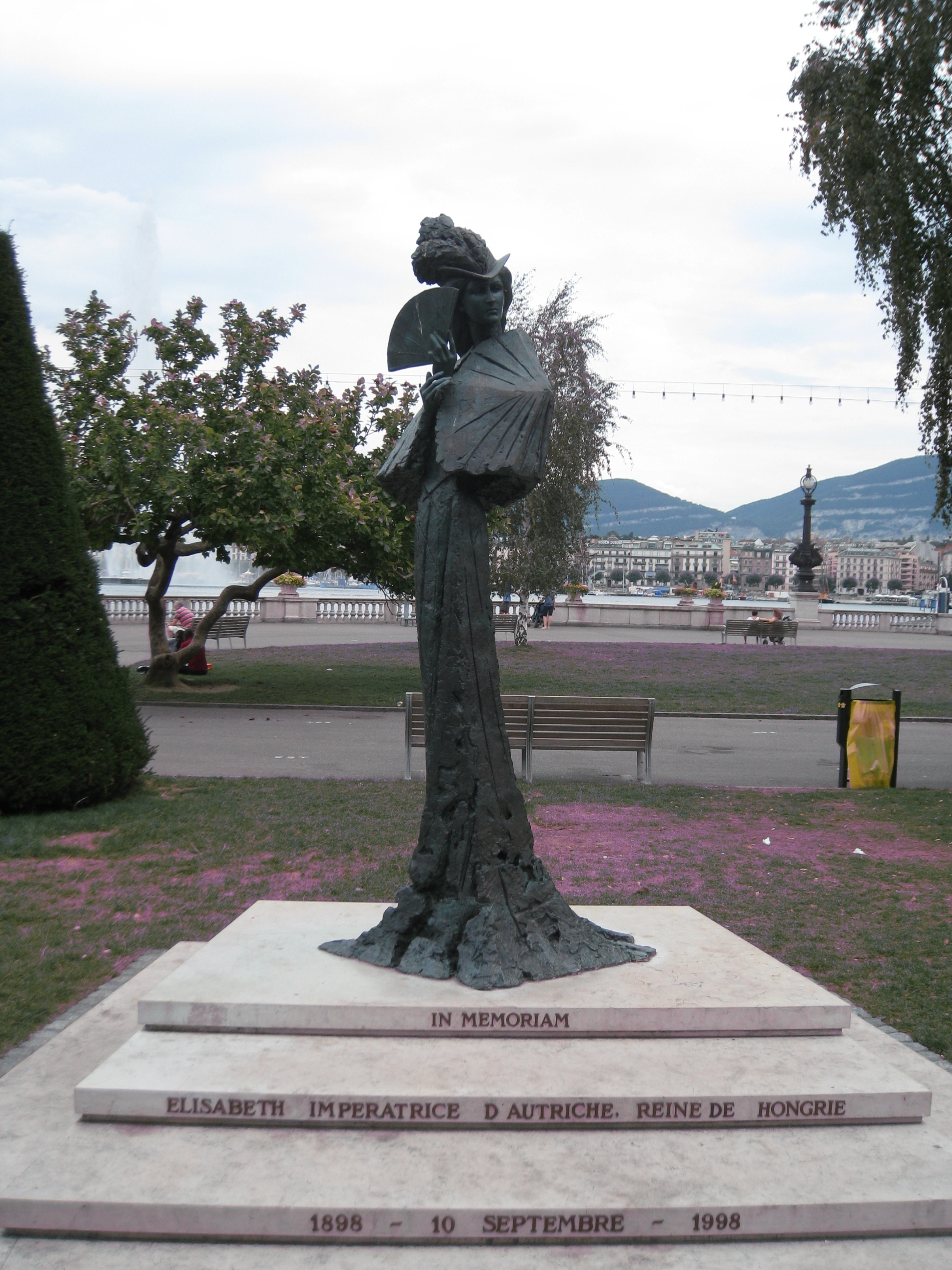
Denkmal in Genf
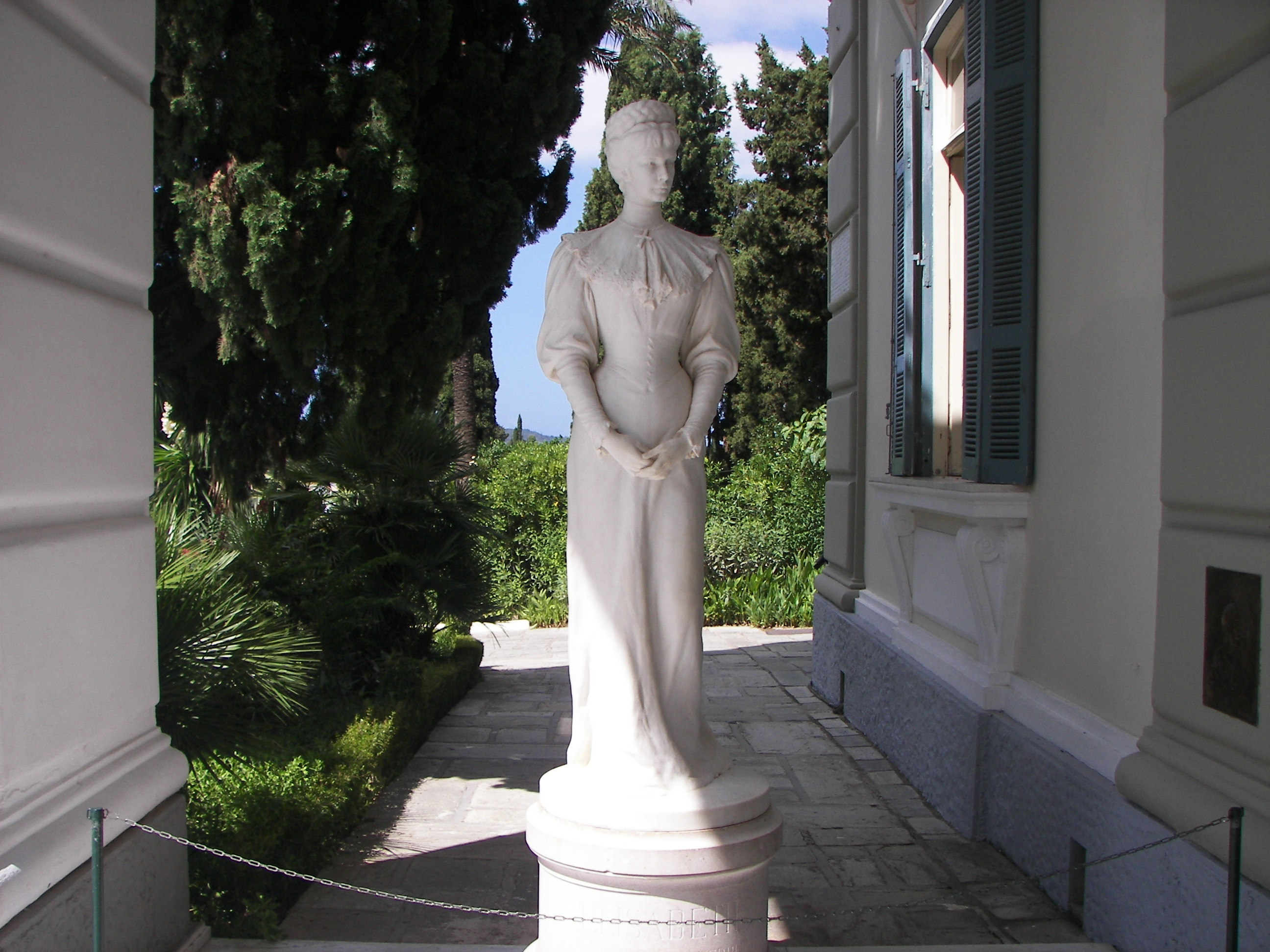
Denkmal auf Korfu
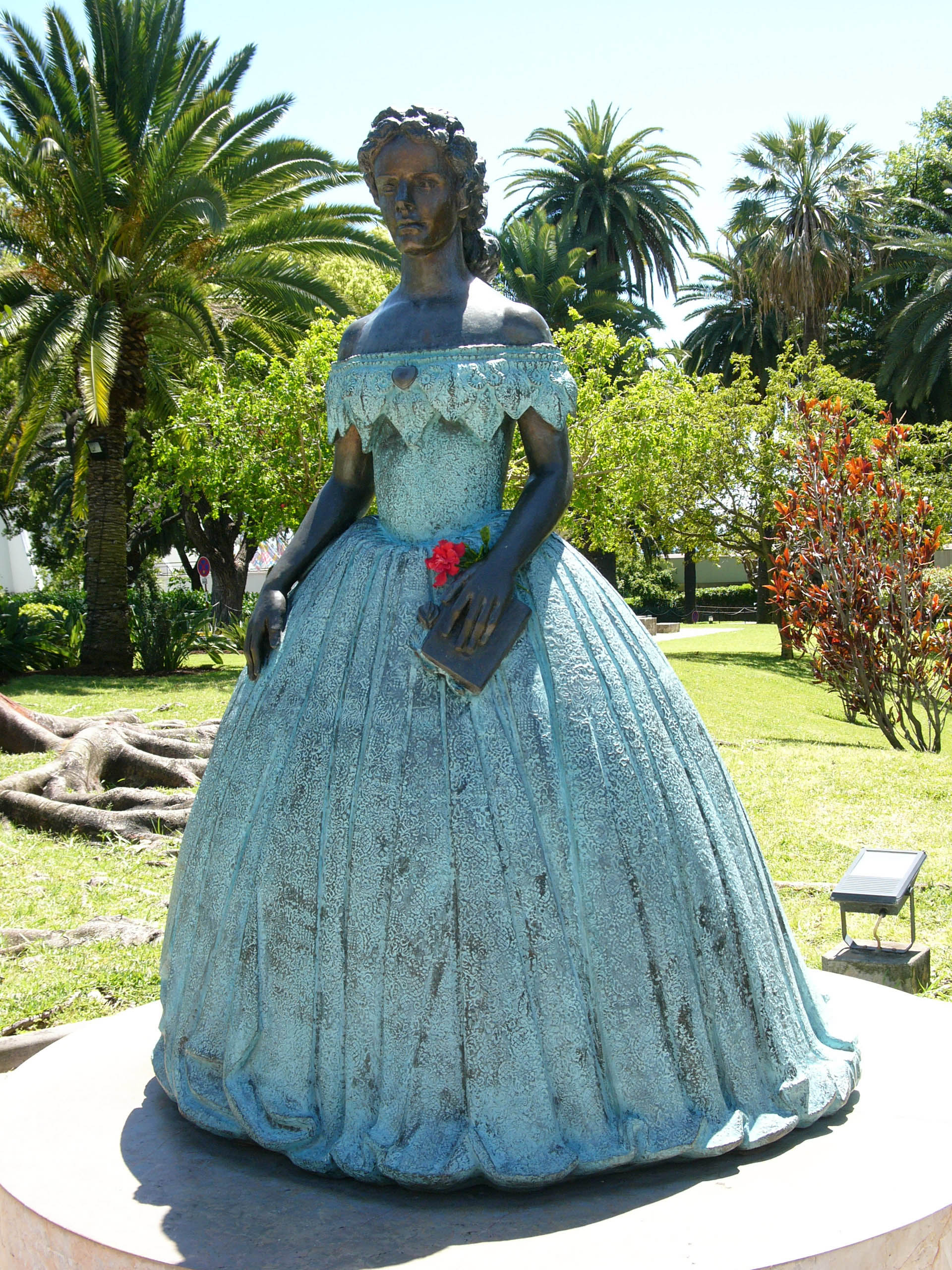
Denkmal auf Madeira
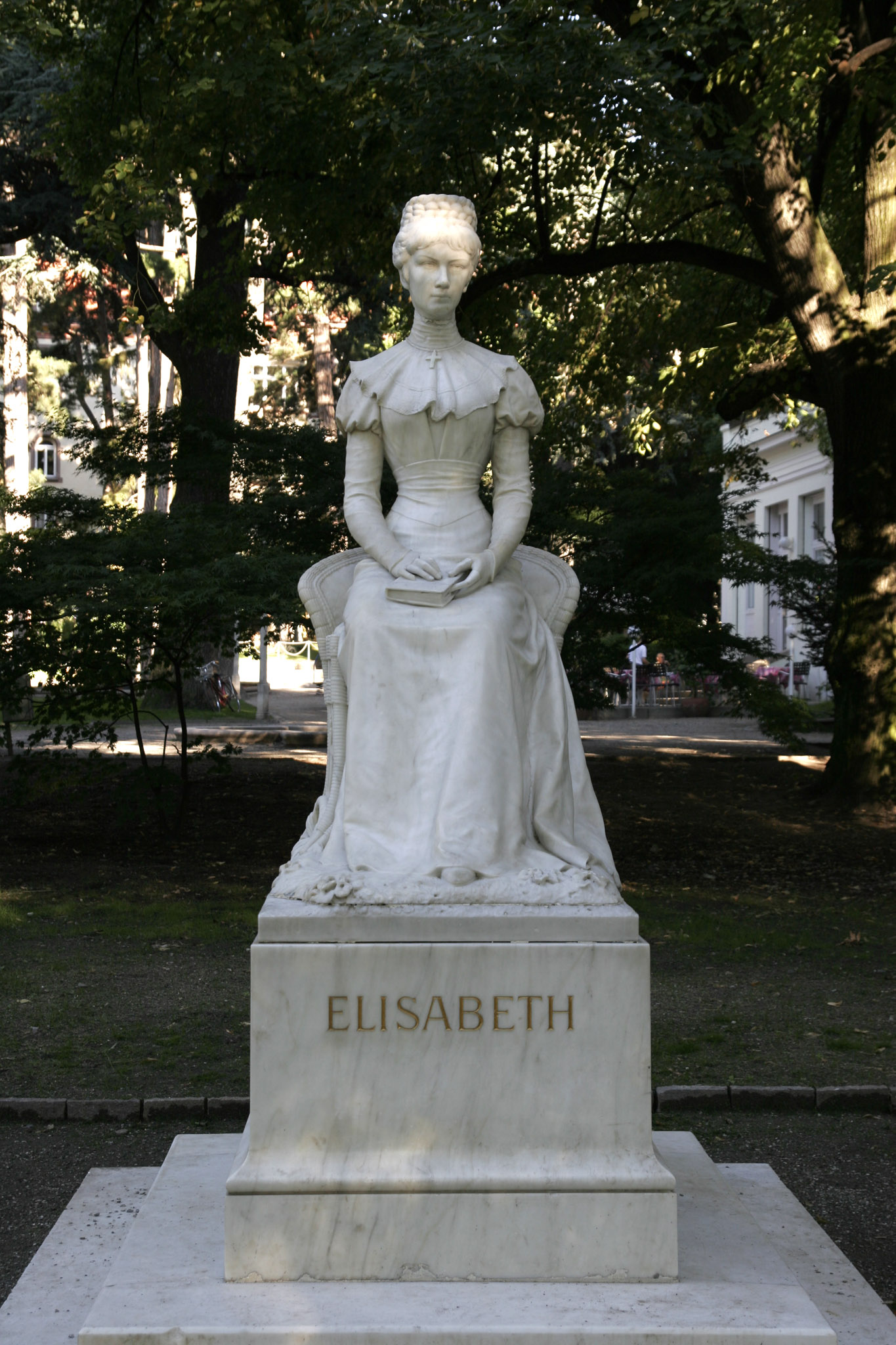
Denkmal in Meran
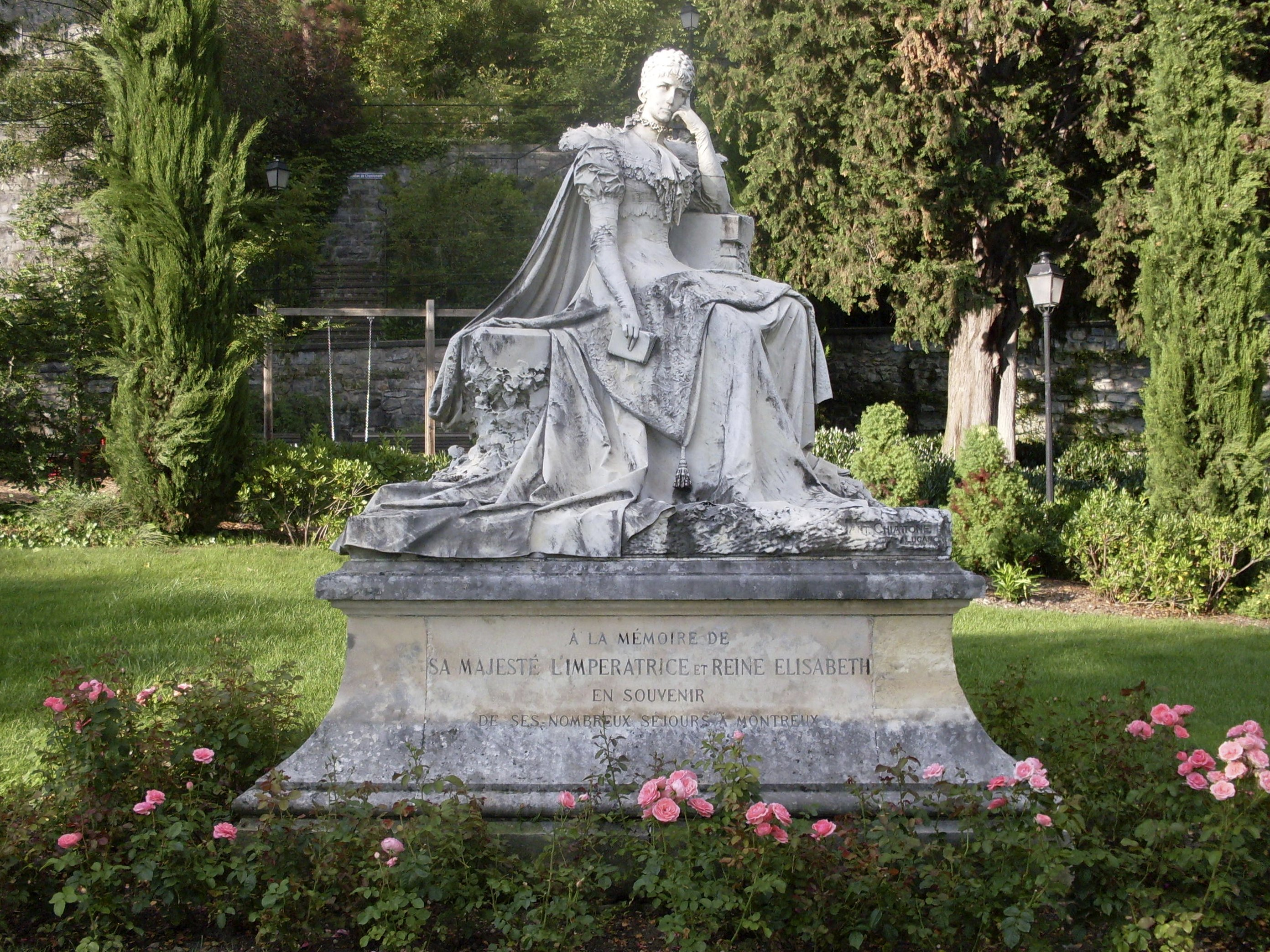
Denkmal in Territet
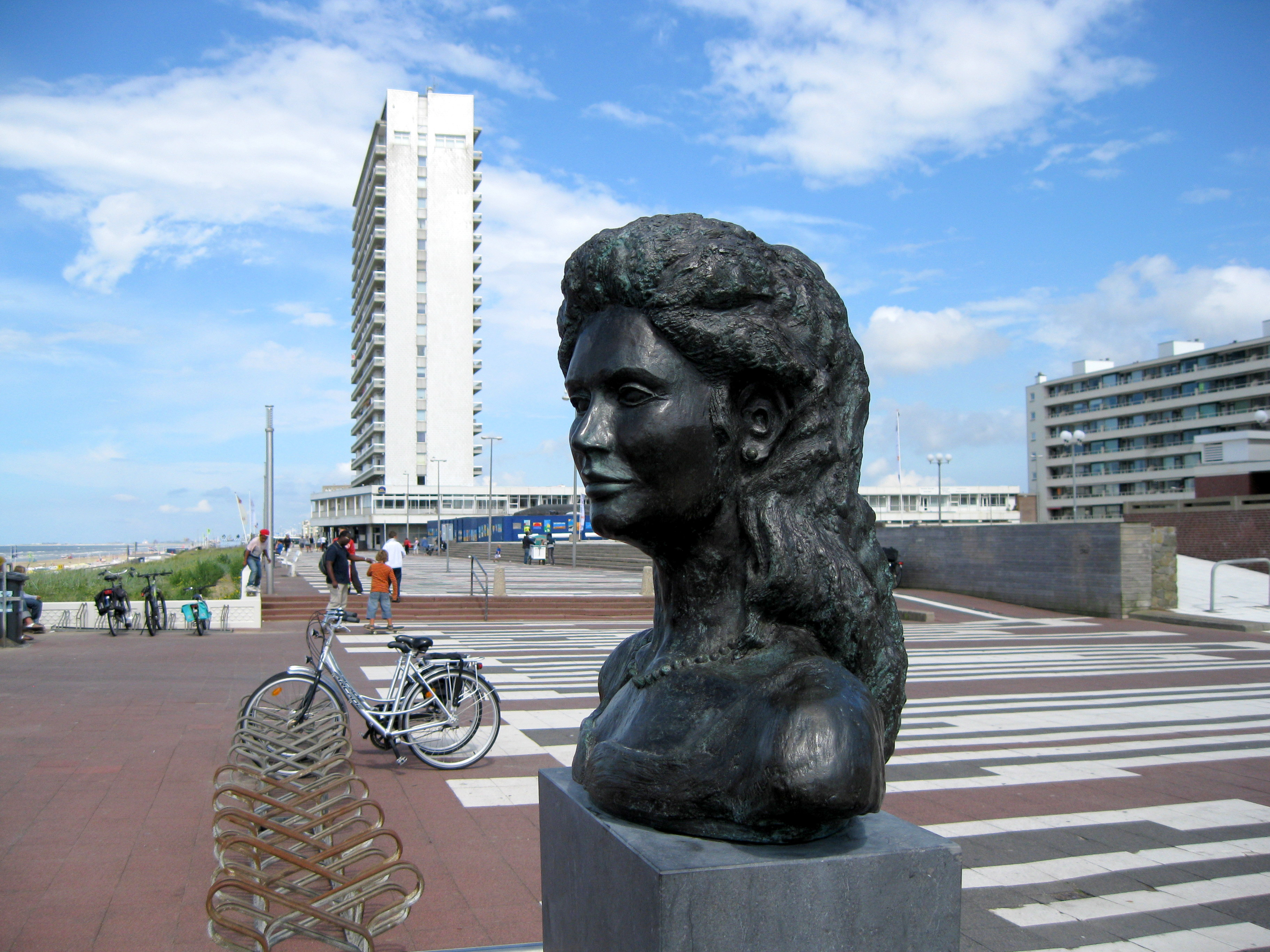
Büste in Zandvoort
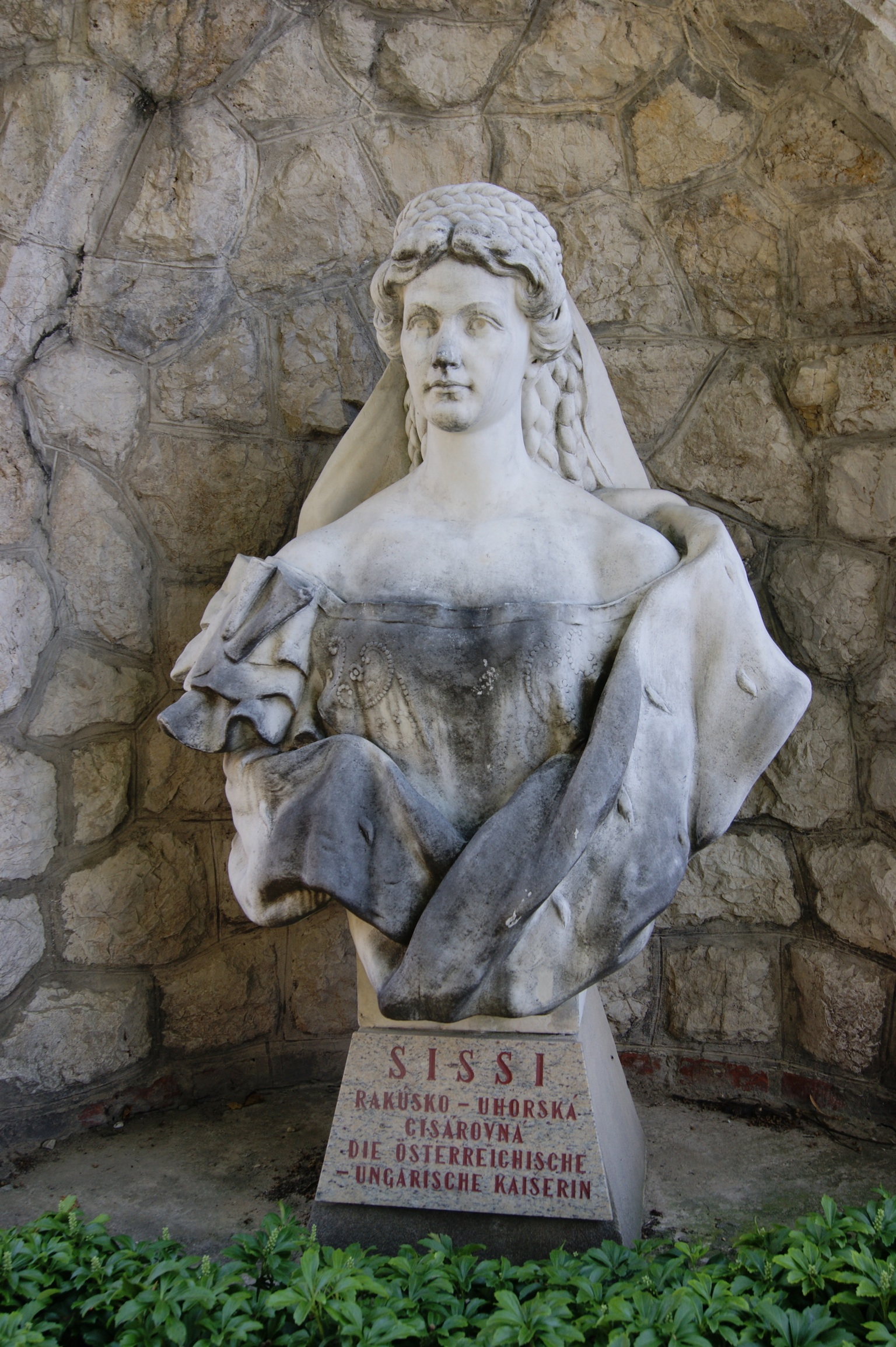
Büste auf der Bäderinsel in Piešťany (Slowakei)
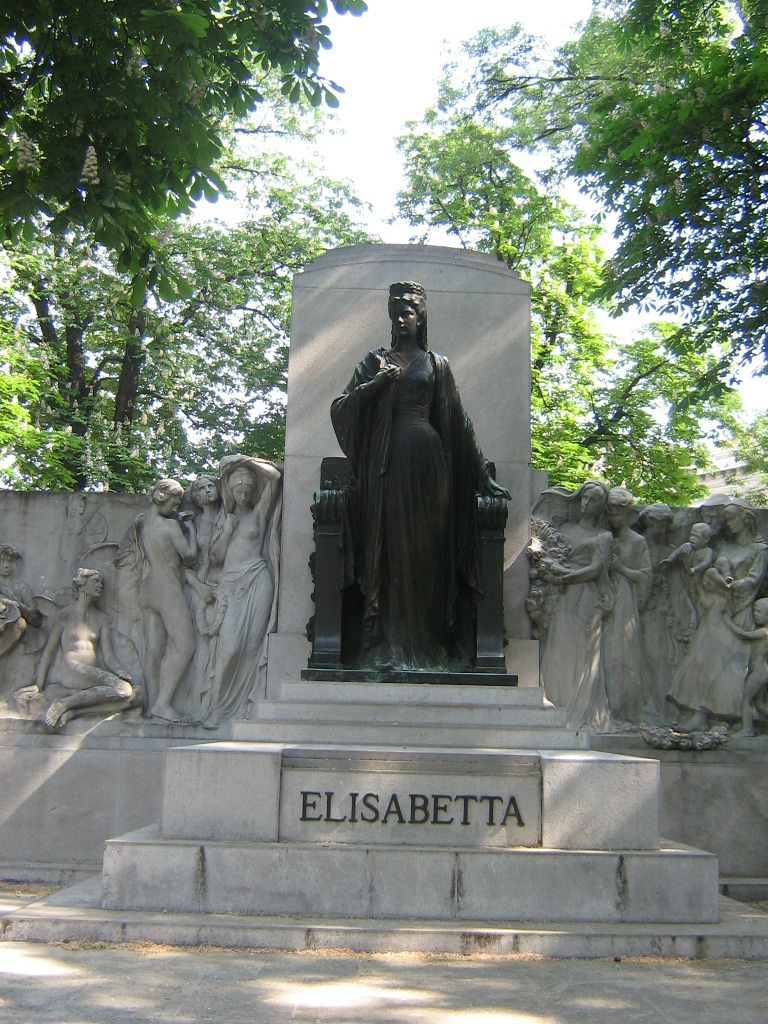
Statue in Triest
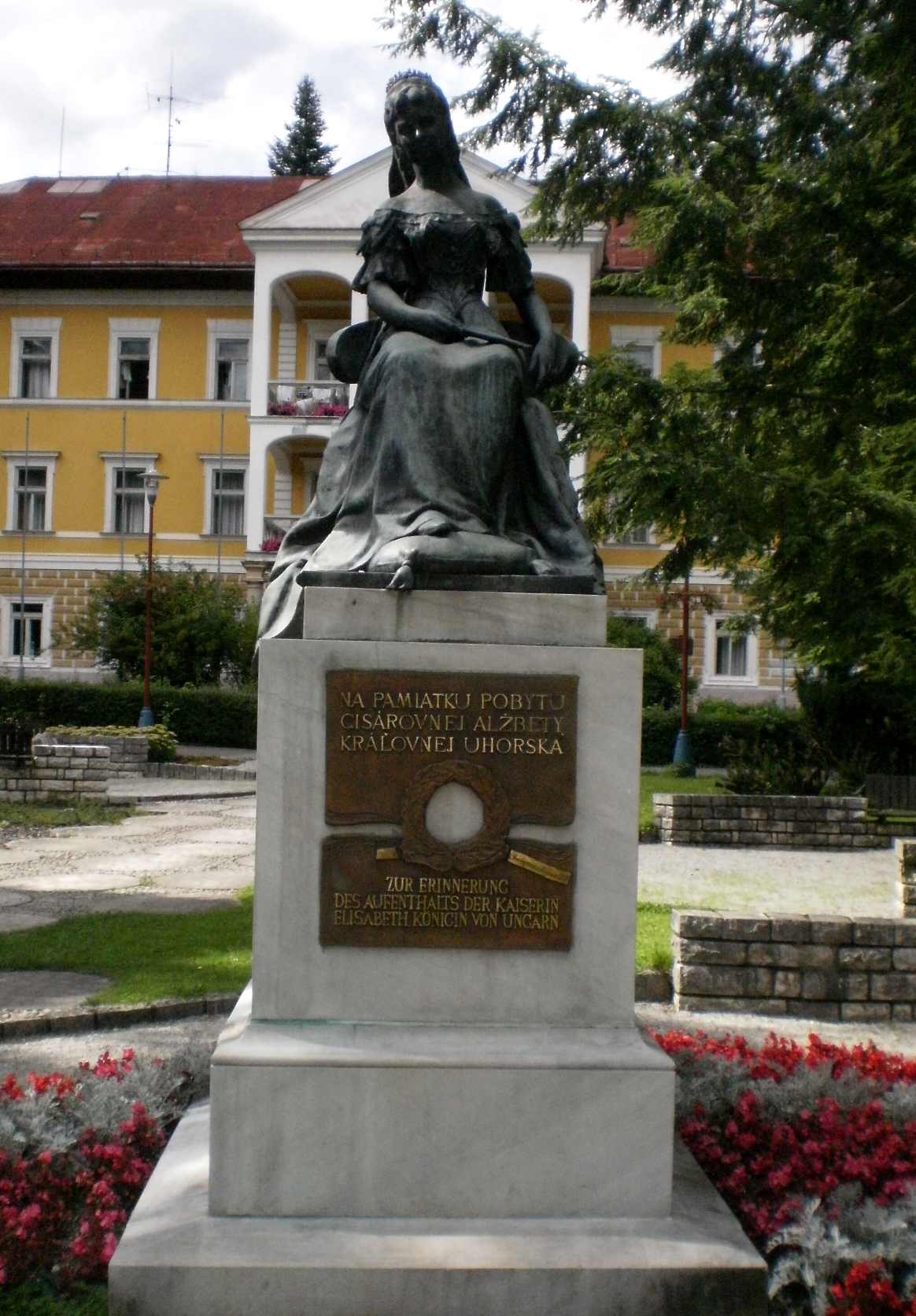
Bartfeld (slow. Bardejovské kúpele), Slowakei

## Vorfahren
|  |                                                                |  |  |  |  |  |  |  |  |  |  |  |  |
|  | Wilhelm in Bayern (1752–1837)                                  |  |  |  |  |  |  |  |  |  |  |  |  |
|  |                                                                |  |  |  |  |  |  |  |  |  |  |  |  |
|  |                                                                |  |  |  |  |  |  |  |  |  |  |  |  |
|  | Pius August in Bayern (1786–1837)                              |  |  |  |  |  |  |  |  |  |  |  |  |
|  |                                                                |  |  |  |  |  |  |  |  |  |  |  |  |
|  |                                                                |  |  |  |  |  |  |  |  |  |  |  |  |
|  | Maria Anna von Pfalz-Zweibrücken (1753–1824)                   |  |  |  |  |  |  |  |  |  |  |  |  |
|  |                                                                |  |  |  |  |  |  |  |  |  |  |  |  |
|  |                                                                |  |  |  |  |  |  |  |  |  |  |  |  |
|  | Max Joseph in Bayern (1808–1888)                               |  |  |  |  |  |  |  |  |  |  |  |  |
|  |                                                                |  |  |  |  |  |  |  |  |  |  |  |  |
|  |                                                                |  |  |  |  |  |  |  |  |  |  |  |  |
|  | Ludwig Maria von Arenberg (1757–1795)                          |  |  |  |  |  |  |  |  |  |  |  |  |
|  |                                                                |  |  |  |  |  |  |  |  |  |  |  |  |
|  |                                                                |  |  |  |  |  |  |  |  |  |  |  |  |
|  | Amalie Luise von Arenberg (1789–1823)                          |  |  |  |  |  |  |  |  |  |  |  |  |
|  |                                                                |  |  |  |  |  |  |  |  |  |  |  |  |
|  |                                                                |  |  |  |  |  |  |  |  |  |  |  |  |
|  | Anne de Mailly-Nesle (1766–1789)                               |  |  |  |  |  |  |  |  |  |  |  |  |
|  |                                                                |  |  |  |  |  |  |  |  |  |  |  |  |
|  |                                                                |  |  |  |  |  |  |  |  |  |  |  |  |
|  | Elisabeth in Bayern                                            |  |  |  |  |  |  |  |  |  |  |  |  |
|  |                                                                |  |  |  |  |  |  |  |  |  |  |  |  |
|  |                                                                |  |  |  |  |  |  |  |  |  |  |  |  |
|  | Friedrich Michael von Pfalz-Birkenfeld-Bischweiler (1724–1767) |  |  |  |  |  |  |  |  |  |  |  |  |
|  |                                                                |  |  |  |  |  |  |  |  |  |  |  |  |
|  |                                                                |  |  |  |  |  |  |  |  |  |  |  |  |
|  | Maximilian I. Joseph von Bayern (1756–1825)                    |  |  |  |  |  |  |  |  |  |  |  |  |
|  |                                                                |  |  |  |  |  |  |  |  |  |  |  |  |
|  |                                                                |  |  |  |  |  |  |  |  |  |  |  |  |
|  | Maria Franziska Dorothea von Pfalz-Sulzbach (1724–1794)        |  |  |  |  |  |  |  |  |  |  |  |  |
|  |                                                                |  |  |  |  |  |  |  |  |  |  |  |  |
|  |                                                                |  |  |  |  |  |  |  |  |  |  |  |  |
|  | Ludovika Wilhelmine von Bayern (1808–1892)                     |  |  |  |  |  |  |  |  |  |  |  |  |
|  |                                                                |  |  |  |  |  |  |  |  |  |  |  |  |
|  |                                                                |  |  |  |  |  |  |  |  |  |  |  |  |
|  | Karl Ludwig von Baden (1755–1801)                              |  |  |  |  |  |  |  |  |  |  |  |  |
|  |                                                                |  |  |  |  |  |  |  |  |  |  |  |  |
|  |                                                                |  |  |  |  |  |  |  |  |  |  |  |  |
|  | Karoline von Baden (1776–1841)                                 |  |  |  |  |  |  |  |  |  |  |  |  |
|  |                                                                |  |  |  |  |  |  |  |  |  |  |  |  |
|  |                                                                |  |  |  |  |  |  |  |  |  |  |  |  |
|  | Amalie von Hessen-Darmstadt (1754–1832)                        |  |  |  |  |  |  |  |  |  |  |  |  |
|  |                                                                |  |  |  |  |  |  |  |  |  |  |  |  |
|  |                                                                |  |  |  |  |  |  |  |  |  |  |  |  |